# Taittiriya-Upanishad (Hinduismus)
Die Taittiriya-Upanishad (Sanskrit: तैत्तिरीय उपनिषद् Taittirīya Upanishad  f. oder auch तैत्तिरियोपनिष्हद् – taittirīyopaniṣhad) ist eine der frühesten prinzipiellen (mukhya – मुख्य) Upanishaden des Hinduismus. Im aus 108 Upanishaden bestehenden Muktika-Kanon (muktikā – मुक्तिका) wird sie an siebter Position geführt. Sie ist Teil des schwarzen Yajurvedas (kṛṣṇa yajurveda – कृष्ण यजुर्वेद). Ihr Entstehungsdatum ist unsicher, sie wird aber in Indien meist dem 6. oder 5. vorchristlichen Jahrhundert zugeordnet.

## Etymologie

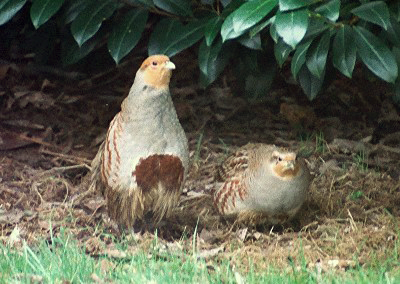
Rebhühner

Das Sanskritwort Taittirīya (तैत्तिरीय) bedeutet von Taittira oder auch von Tittiri bzw. zu Taittira gehörig oder zu Tittiri gehörig. Taittira (तैत्तिर) und Tittiri (तित्तिरि) bedeuten beide Rebhuhn. Das Wort Tittiri kann sich auf einen Weisen namens Tittiri beziehen. Dieser war ein Schüler Yaskas (Yāska – यास्क). Die andere Interpretation Taittira bezieht sich auf mythische Schüler, die sich zu Rebhühnern verwandelten, um Wissen zu erlangen.

## Einführung
Wie der übrige schwarze Yajurveda ist auch die Taittiriya-Upanishad eine etwas verwirrende, bunte Mischung von Versen, die aber für sich genommen durchaus konsistent sind. Die Verse bestehen aus Gebeten, Wohlpreisungen, Ausführungen über phonetische Praxis, Ratschlägen zu Ethik und Moral (erteilt an Abschlussstudenten alter vedischer Schulen oder Gurukulas), Allegorien und philosophische Anweisungen.
Die Taittiriya-Upanishad gehört zur Taittiriya-Schulrichtung des Yajurvedas und wird den Schülern des Weisen Vaishampayana (Vaiśampāyana – वैशम्पायन) zugesprochen. Sie bildet das siebte, achte und neunte Kapitel (adhyāya – अध्याय) innerhalb der Taiitiriya-Aranyaka (Taittirīya Āraṇyaka – तैत्तिरीय आरण्यक). Das 7. Kapitel wird dabei als Śikṣāvallī (शिक्षावल्ली), das 8. als Ānandavallī (आनन्दवल्ली) und das 9. als Bhṛguvallī (भृगुवल्ली) bezeichnet. Die Upanishade bildet Teil des schwarzen Yajurvedas wegen ihrer unaufgeräumten Versanordnung – ganz im Unterschied zum sauber arrangierten weißen Yajurveda, in dem die Isha-Upanishad und die Brihadaranyaka-Upanishad zu finden sind.
Jedes Kapitel der Upanishade stellt ein Valli (वल्ली – vallī) dar. Valli bezeichnet eine medizinische, weinartige Schlingpflanze, die sich unabhängig um einen Stamm rankt. Paul Deussen meint, dass diese symbolische Bezeichnung angemessen ist und die Basis und die Beschaffenheit der Upanischade gut widerspiegelt, da sie gegenüber dem liturgischen Yajurveda ebenfalls weitgehend selbstständig ist, aber dennoch seine Kernaussagen umgarnt.

## Zeitliche Stellung
Die zeitliche Stellung liegt bei der Taittiriya-Upanishad wie auch bei anderer vedische Literatur im Dunkeln. Einschätzungen beruhen auf lückenhaftem Beweismaterial, auf Annahmen über die Entwicklung der zugrundeliegenden Ideen und auf Vermutungen, welche Philosophie andere indische Philosophien beeinflusst hat.
Der Indologe Stephen H. Phillips ist der Ansicht, dass die Taittiriya-Upanishad wahrscheinlich eine der frühen Upanishaden darstellt und in der ersten Hälfte des ersten vorchristlichen Jahrtausends entstand – nach der Brihadaranyaka-, der Chandogya- und der Isha-Upanishad, aber noch vor der Aitareya-, der Kaushitaki-, der Kena-, der Katha-, der Mandukya-, der Prashna-, der Svetasvatara- und der Maitrayani-Upanishad. Ihr Erscheinungsdatum liegt außerdem noch vor den ersten buddhistischen Kanons in Pali und noch vor den ersten Kanons der Jainas.
Ramachandra Dattatrya Ranade teilt die Ansichten von Phillips in puncto zeitlicher Stellung im Vergleich zu anderen Upanishaden. Auch Paul Deussen und Moriz Winternitz nehmen einen vergleichbaren Standpunkt ein, sie platzieren aber die Taittiriya-Upanishad noch vor der Isha-Upanishad, jedoch ebenfalls hinter der Brihadaranyaka- und der Chandogya-Upanishad. In einer Rezension des Jahres 1998 kommt Patrick Olivelle zu dem Ergebnis, dass die Taittiriya-Upanishad noch vor der buddhistischen Epoche entstand, wahrscheinlich im 6. bis 5. vorchristlichen Jahrhundert.

## Aufbau
Die Taittiriya-Upanishad besteht aus drei Büchern/Kapitel (vallī) – dem Śikṣāvallī, dem Ānandavallī und dem Bhṛguvallī. Die Śikṣāvallī baut sich aus 12 Lektionen auf – den Anuvakas (अनुवाक – anuvāka), die Ānandavallī aus neun und die Bhṛguvallī aus zehn Lektionen. Insgesamt sind somit 31 Lektionen vorhanden. Die mittlere Ānandavallī wird manchmal auch als Brahmānandavallī (ब्रह्मानन्दवल्ली) bezeichnet.
Manche antike und mittelalterliche Hindu-Gelehrte haben die Taittiriya-Upanishad anhand ihrer Struktur anders eingeteilt. So zum Beispiel bezeichnet Sāyaṇa (सायण) in seinem Kommentar/Rezension (Bhāṣya – भाष्य) die Śikṣāvallī als Sāṃhitī-Upanishad (संहिती उपनिषद्) bzw. als Sāṃhitopanishad (संहितोपनिषद्), während er die Ānandavallī und die Bhṛguvallī zur Vāruṇī Upanishad (वारुणी उपनिषद्) zusammenfasst.
Die Taittiriya-Upanishad ist eine der frühesten Schriften, die zur strukturellen Gliederung am Ende eines Abschnittes eine Inhaltsangabe beifügt. Am Ende eines jeden Buches werden ferner alle enthaltenen Lektionen erwähnt. Indiziert werden die Anfangs- und Endworte eines jeden Anuvakas sowie die Anzahl der Abschnitte im jeweiligen Anuvaka. Beispielsweise geben im Śikṣāvallī die erste und die zweite Lektion in ihrer Inhaltsangabe zu erkennen, dass sie beide aus fünf Abschnitten aufgebaut sind. Die vierte Lektion verfügt über drei Abschnitte und einen Paragraphen und die zwölfte Lektion über einen Abschnitt und fünf Paragraphen. Nach der Inhaltsangabe des Ānandavallīs zu urteilen, waren die einzelnen Lektionen vormals wesentlich umfangreicher als der jetzt erhaltene Text. Die erste Lektion gibt 21 Abschnitte an, wobei Anfangsworte (Pratīka – प्रतीक) als brahmavid (ब्रह्मविद्), idam (इदम्) und ayam (अयम्) angegeben werden. Die zweite Lektion hat 26 Abschnitte, die dritte 22, die vierte 18, die fünfte 22, die sechste 28, die siebte 16, die achte 51 und die neunte 11. Auch die Bhṛguvallī listet in den Inhaltsangaben ihrer 10 Lektionen Pratīkas und Anukramanis (Anukramaṇī – अनुक्रमणी – Indizes vedischer Hymnen) auf.

## Inhalt

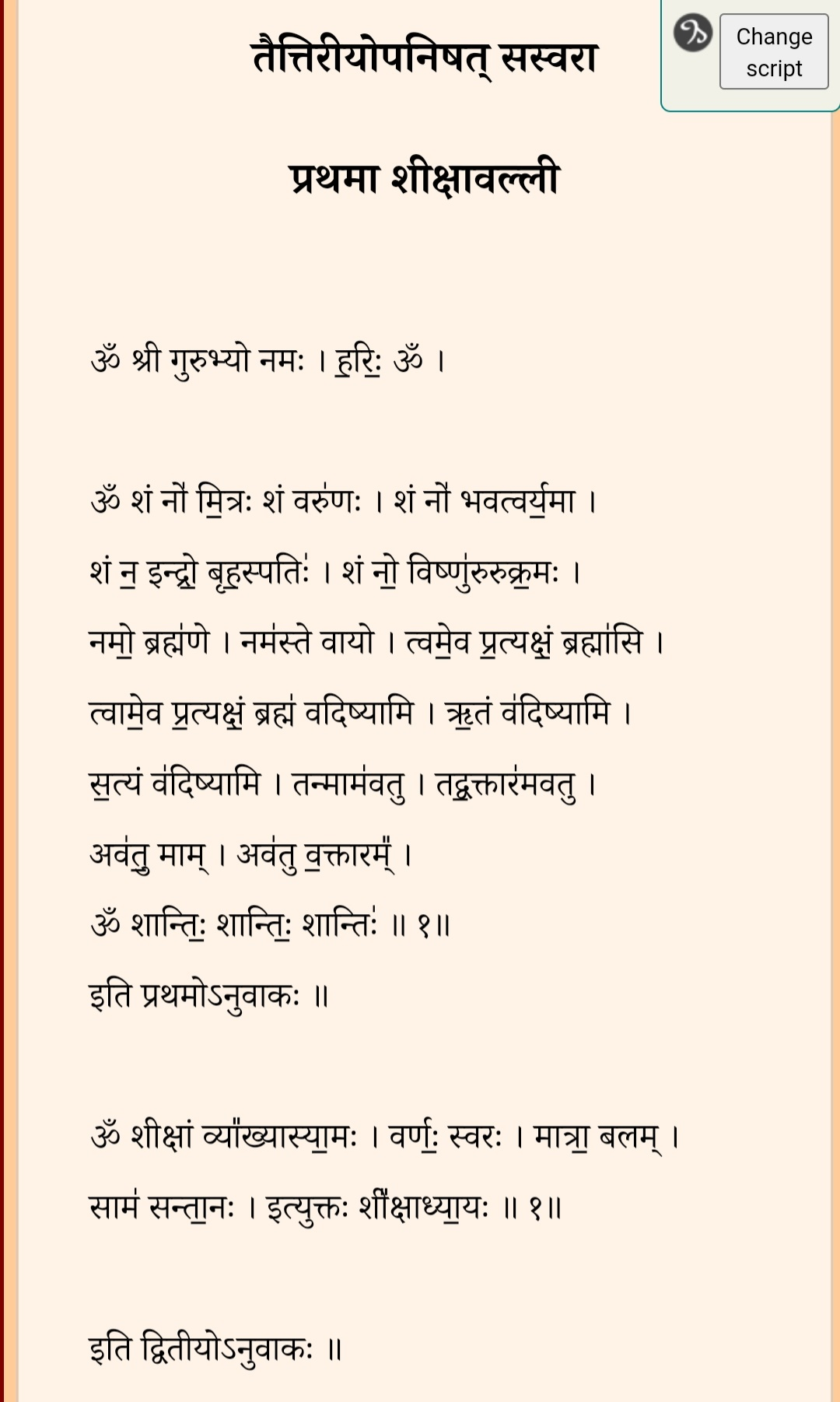
Lektion 1 und Beginn der Lektion 2 der Śikṣāvallī

### Śikṣāvallī – Ranke der Belehrung
Die Śikṣāvallī der Taittiriya-Upanishad leitet ihren Namen aus dem Sanskritwort Śikṣā (शिक्षा) ab – mit der Bedeutung Anweisung, Belehrung, Erziehung. Ihre einzelnen Lektionen beziehen sich auf die Ausbildung von Schülern in der vedischen Epoche Indiens, auf ihren Schulanfang und auf ihre Verantwortungen nach dem Schulabschluss. Zur Sprache kommen das lebenslange Trachten nach Wissen, wobei Selbsterkenntnis hierin eingeschlossen ist. Die zweite und dritte Lektion heben sich hiervon etwas ab, da sie das Selbst (den Atman) und Wissen um den Atman behandeln.
Zuerst werden die Gelübde der Schüler bei Schulanfang behandelt. Eine generelle Kursübersicht wird gegeben, mit einem Einblick in Lektionen für Fortgeschrittene. Weitere Themen sind kreatives Arbeiten, entsprungen aus zwischenmenschlichen Beziehungen, ethische und soziale Verantwortungen von Lehrer und Schülern, die Bedeutung richtigen Atmens, die korrekte Aussprache vedischer Literatur sowie zu guter Letzt die Pflichten und ethischen Prämissen, die nach dem Schulabschluss einzuhalten sind.
Paul Deussen vertritt die Meinung, dass die Śikṣāvallī wahrscheinlich das älteste Buch der Upanishade war, zu dem sich mit der Zeit weitere Lektionen hinzugesellten.

#### 1. Anuvāka – Gelübde eines Neophyten
„॥ तैत्तिरीयोपनिषत् ॥

ॐ श्री गुरुभ्यो नमः । हरिः ॐ ।“

„taittirīyopaniṣhat

oṃ śrī gurubhyo namaḥ ! hari oṃ !“

„Taittiriya-Upanishad

Transzendentaler Ruhm und Ehre den Lehrern ! Transzendenz vermittels Hari !“

Die erste Lektion der Taittiriya-Upanishad beginnt mit Segnungen, in denen laut Adi Shankara die vedischen Gottheiten alle als Manifestationen des Brahmans anzusehen sind – als kosmisches Selbst, als konstantes universelles Prinzip und als unwandelbare Realität. Das erste Anuvāka enthält ferner ein Gebet und ein Gelübde, das ein Schüler im vedischen Indien abgeben musste.

„॥ शान्तिपाठः ॥

ॐ शं नो मित्रः शं वरुणः । शं नो भवत्वर्यमा । शं न इन्द्रो बृहस्पतिः । शं नो विष्णुरुरुक्रमः ॥ १ ॥“

„śāntipāṭha

oṃ śaṃ no mitraḥ śaṃ varuṇaḥ – śaṃ no bhavatvaryamā – śaṃ na indro bṛhaspatiḥ – śaṃ no viṣṇururukramaḥ“

„Friedensrezitation

Om. Möge Mitra uns gnädig sein und Varuna uns geneigt. Helfe uns Aryaman, aber auch Indra und Bṛhaspati. Und möge Vishnu weit zu uns ausschreiten.“

Zentrales Wort im ersten Vers ist śaṃ (शं), das am besten hier mit Wohl, Gunst und Wohlbefinden wiedergegeben werden kann.
All diese Devatas (देवता – devatā), wie Mitra, Varuna, Aryaman, Indra, Brihaspati und Vishnu, sind in allen individuellen Körpern am Werke, daher die Bitte um ihre Gunst. Nur ihnen ist es zuzuschreiben, dass Wissen erlangt, im Gedächtnis festgehalten und ohne Hemmnisse anderen vermittelt werden kann. Hierbei symbolisiert Mitra als Schutzgeist den Tag und die Lebenskraft Prana, Varuna hingegen die Nacht und das Ausatmen (apāna – अपान). Aryaman ist die Schutzgottheit der Sonne und der Augen. Indra steht für physische Kraft, die mit Armen und Händen assoziiert ist. Brihaspati kontrolliert Wissen und Intelligenz durch Sprache und Verstand. Vishnu schließlich durchdringt alles, er beherrscht sämtliche Bewegungen und somit die Füße.

„नमो ब्रह्मणे । नमस्ते वायो । त्वमेव प्रत्यक्षं ब्रह्मासि । त्वमेव प्रत्यक्षं ब्रह्म वदिष्यामि । ऋतं वदिष्यामि । सत्यं वदिष्यामि ।
 तन्मामवतु । तद्वक्तारमवतु । अवतु माम् । अवतु वक्तारम् ॥ २ ॥“

„namo brahmaṇe namaste vāyo tvameva pratyakṣaṃ brahmāsi tvameva pratyakṣaṃ brahma vadiṣyāmi ṛtaṃ vadiṣyāmi satyaṃ vadiṣyāmi
tanmāmavatu tadvaktāramavatu avatu mām avatu vaktāram“

„Ehre sei Brahman! Und Ehre sei dir Vayu! Du bist tatsächlich als Brahman erkennbar. Und als Brahman werde ich dich verkünden. Für das Richtige werde ich einstehen. Und die Wahrheit werde ich vertreten. Möge sie mich beschützen. Möge sie den Lehrer beschützen. Möge sie mir helfen und möge sie dem Lehrer zur Seite stehen.“

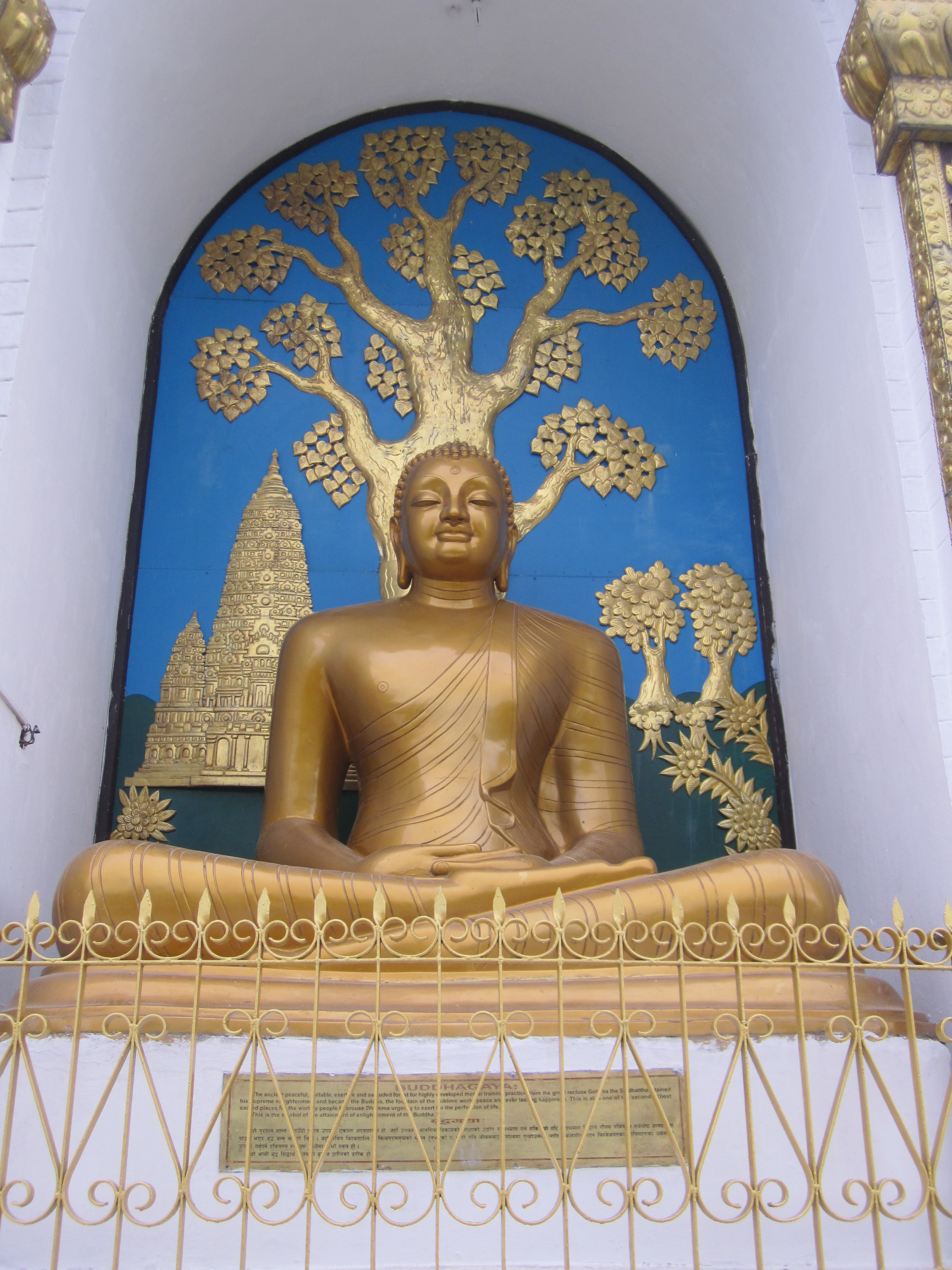
Shanti Stupa in Pokhara

Hier wird Vayu (वायु – Vāyu) mit dem Brahman gleichgesetzt.
In Vers 3 folgt die Friedensformel (Shanti-Mantra):

„ॐ शान्तिः शान्तिः शान्तिः ॥ ३ ॥“

„oṃ śāntiḥ śāntiḥ śāntiḥ“

„Om! Frieden! Frieden! Frieden!“

Adi Shankara bemerkt, dass Frieden hier dreimal wiederholt wird, denn auf dem Weg des Schülers zur Selbsterkenntnis stellen sich drei potentielle Hindernisse in den Weg: einmal das eigene Verhalten und Befinden (Ādhyātmika – आध्यात्मिक – zum Selbst in Beziehung stehend), aber auch das Verhalten anderer (Ādhibhautika – आधिभौतिक – von der Außenwelt kommend) und das Einwirken der Devas (Ādhidaivika – आधिदैविक – von den Gottheiten verursacht, Schicksal). An diese drei Ursachen ergeht daher die Friedensaufforderung.

#### 2. Anuvāka – Phonetik
„ॐ शीक्षां व्याख्यास्यामः । वर्णः स्वरः । मात्रा बलम् । साम सन्तानः । इत्युक्तः शीक्षाध्यायः ॥“

„oṃ śīkṣāṃ vyākhyāsyāmaḥ varṇaḥ svaraḥ mātrā balam sāma santānaḥ ityuktaḥ śīkṣādhyāyaḥ“

„Om ! Die Aussprache sei hier angesprochen: Klang, Tonhöhe, Zeitmaß, Betonungsstärke, gleichförmige Intonation und Kontinuierlichkeit. Somit ist die Phonetik dargelegt.“

Die zweite Lektion betont Phonetik (zweite Bedeutung von śīkṣā) als ein wichtiges Element vedischer Unterweisungen. Ein Schüler soll – was Linguistik betrifft – die Prinzipien der Klangerzeugung und der Klangerkennung beherrschen. Hierunter fallen auch die korrekte Aussprache von Vokalen und Konsonanten, die Akzentsetzung, das Versmaß und die Verbindung von Klängen untereinander innerhalb eines Wortes, je nach Artikulation und Gehör. Da die Übertragung eines Textes damals mündlich von Lehrer zu Schüler erfolgte, war eine kodifizierte Phonetik von größter Bedeutung, um eine korrekte Weitergabe sicherzustellen. In der zweiten Lektion werden sechs Kategorien angesprochen; hierunter Varna (varṇa – वर्ण), das den Klang eines Buchstabens wie beispielsweise a umschreibt, Svara (svara – स्वर) den Akzent, die Tonhöhe oder Tonlage des jeweiligen Buchstabens (Svara repräsentiert daher auch eine Musiknote), Matra (mātrā – मात्रा) die Buchstabenlänge, ein Maß oder Zeitmaß, Bala (bala – बल) die Gewichtung des Buchstabens, Sama (sāma – साम) die gleichmäßige Aussprache und Santana (santāna – सन्तान) die kontinuierliche Abfolge von Buchstaben/Wörtern.
In späteren Lektionen hebt die Upanishade dann Svādhyāya (स्वाध्याय – für sich selbst aufsagen, repetieren) hervor – eine Praxis, die das wesentliche Hilfsmittel zur mündlichen Erhaltung der Veden in ihrer ursprünglichen Form über zweitausend Jahre hinweg darstellte. Als Teil der Schülerausbildung umfasste Svādhyāya das Verstehen linguistischer Prinzipien im Verbund mit Rezitationsübungen indischer Schriften. Dies ermöglichte das Beherrschen ganzer Kapitel, ja ganzer Bücher in korrekter Aussprache. Wie in der zweiten Lektion erwähnt waren die altindischen Linguistikstudien gepaart mit der Rezitationstradition ein entscheidender Faktor bei der Erhaltung der umfangreichen vedischen Literatur ab dem zweiten Jahrtausend v. Chr., noch lange vor Einführung des Buchdrucks. Michael Witzel meint hierzu:

„Die vedischen Texte wurden mündlich redigiert und weitergegeben, ohne schriftlich fixiert worden zu sein. Die Weitergabe erfolgte von Lehrer zu Schüler in einer ungebrochenen Abfolge, die schon sehr früh formell etabliert worden war. Dadurch wurde eine makellose Textübertragung gewährleistet, welche die klassischen Werke in anderen Kulturen übertraf. Tatsächlich handelt es sich hierbei um eine Art Tonbandwiedergabe .... Nicht nur wurden die einzelnen Worte treu wiedergegeben, sondern es wurde auch gleichzeitig der oft verlorengehende musikalische Tonakzent (Intonierung – vergleichbar zum Altgriechischen oder Altjapanischen) bis auf den heutigen Tag erhalten.“

#### 3. Anuvāka – Theorie der Vernetzung
„सह नौ यशः । सह नौ ब्रह्मवर्चसम् ॥ १ ॥“

„saha nau yaśaḥ saha nau brahmavarcasam“

„Ruhm für uns beide. Auszeichnung in heiligem Wissen für uns beide.“

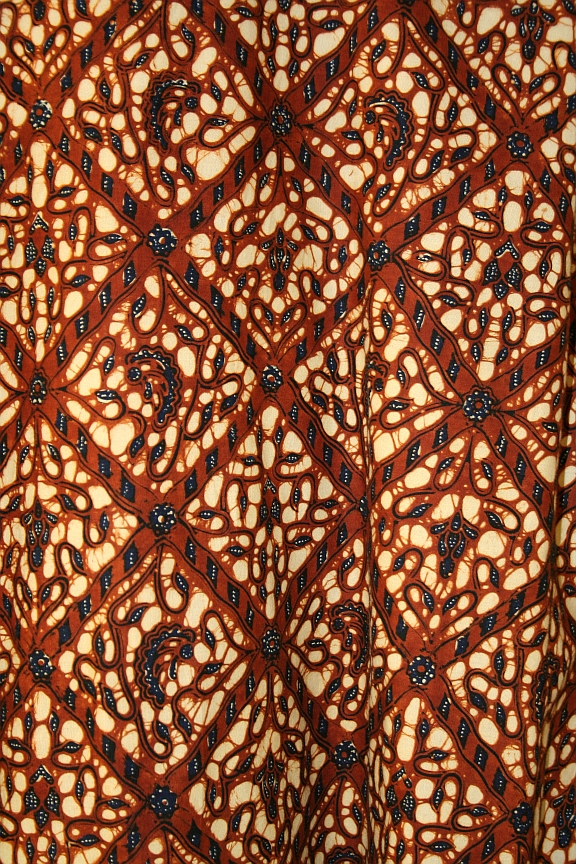
Batiknetz

Die dritte Lektion im Śikṣāvallī behauptet, dass alles im Universum miteinander in Verbindung (saṃhitā – संहिता) steht. In ihrer Vernetzungstheorie erklärt sie, dass einzelne Buchstaben zusammentreten, um Wörter zu bilden, eine Aneinanderreihung von Worten jedoch Ideen übermittelt. In etwa vergleichbar mit Himmel und Erde, die vermittels des Raums unter Mitwirkung von Vayu (Luft) in lose Verbindung treten, oder wie Feuer und Sonne, die vermittels des Blitzes im Medium der Wolken zusammenkommen. Ferner verbindet im Unterricht das Streben nach Wissen Lehrer und Schüler, wie auch das Kind die Verbindung von Vater und Mutter vermittels Zeugung darstellt. Die Rede und ihr Ausdruck verbindet Ober- und Unterkiefer und es ist Rede, durch die Menschen miteinander kommunizieren.

„अथातः संहिताया उपनिषदम् व्याख्यास्यामः । पञ्चस्वधिकरणेषु । अधिलोकमधिज्यौतिषमधिविद्यमधिप्रजमध्यात्मम् । ता महासंहिता इत्याचक्षते ॥ २ ॥“

„athātaḥ saṃhitāyā upaniṣadam vyākhyāsyāmaḥ pañcasvadhikaraṇeṣu adhilokamadhijyautiṣamadhividyamadhiprajamadhyātmam tā mahāsaṃhitā ityācakṣate“

„Hiermit werden wir die heilige Lehre der Vernetzung erklären. Sie betrifft fünf erkennbare Objekte – Universum, Gestirne, Lernprozess, Nachkommenschaft und eigenes Selbst. Diese werden als große Verbindungen bezeichnet.“

Und weiter:

„अथाधिलोकम् । पृथिवी पूर्वरूपम् । द्यौरुत्तररूपम् । आकाशः सन्धिः । वायुः सन्धानम् । इत्यधिलोकम् ॥ ३ ॥“

„athādhilokam pṛthivī pūrvarūpam dyauruttararūpam ākāśaḥ sandhiḥ vāyuḥ sandhānam ityadhilokam“

„Was das Universum anbetrifft: die Erde ist die ursprüngliche Form, der Himmel die davon abgeleitete Form. Die ätherische Atmosphäre stellt die Berührungszone zwischen den beiden her, die Luft ihre Verbindung. Derart sollte über das Universum meditiert werden.“

Die dritte Lektion stellt eine Upasana dar, eine संहिता उपासन – saṃhitā upāsana, eine Meditation über Vernetzung. Dies ist durchaus esoterisch zu sehen, denn die Objekte Erde und Himmel beispielsweise können in der Meditation auch als Klanggebilde erscheinen, zwischen denen dann eben Äther und Luft vermittelnd eintreten.
Es folgen sodann die weiteren vier Entsprechungen.

#### 4. Anuvāka – Gebet eines Lehrers

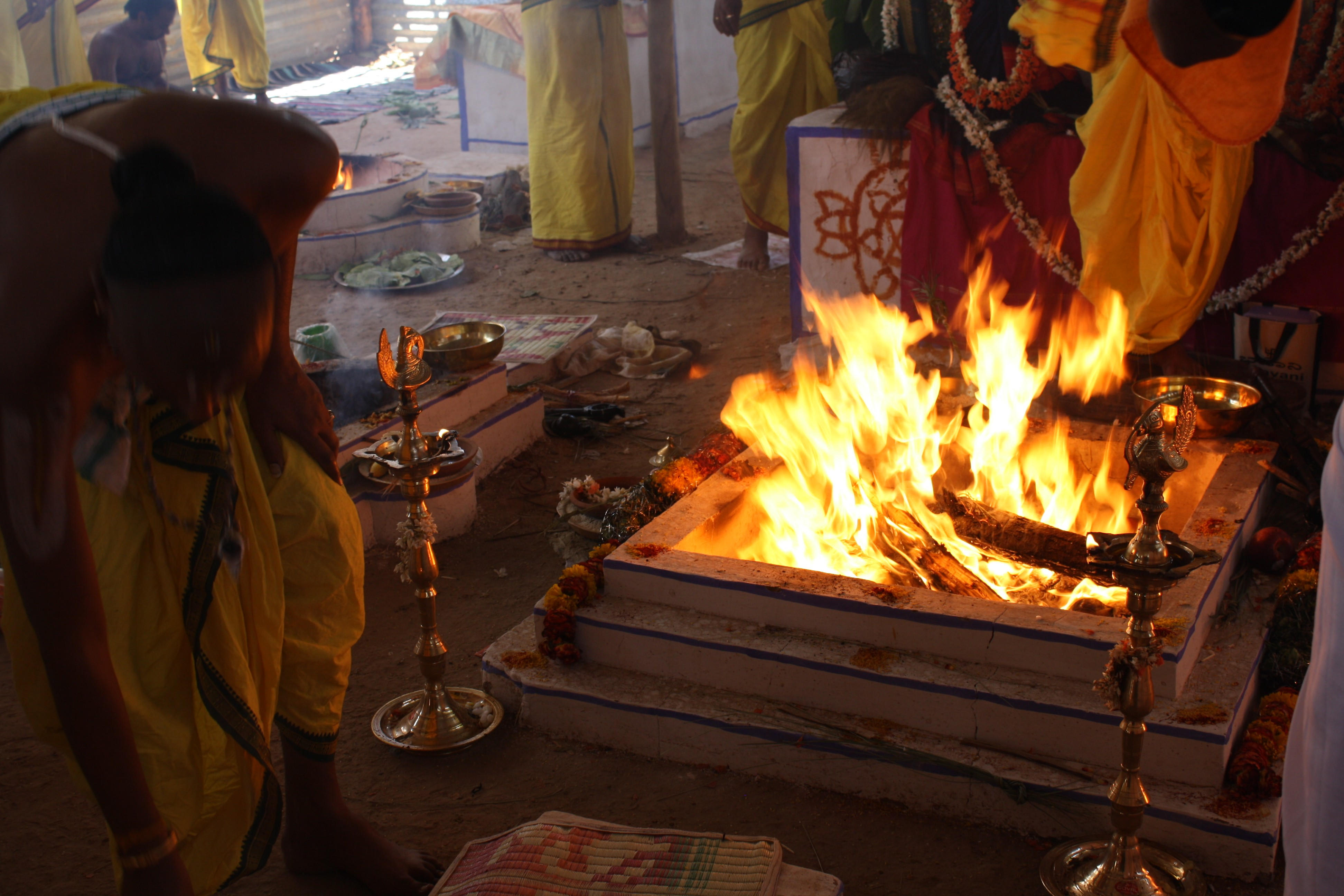
Ein Vishnu Yagna Kunda – Svaha !

Die vierte Lektion enthält das Gebet eines Lehrers:

„आ मा यन्तु ब्रह्मचारिणः स्वाहा ॥ ४ ॥“

„वि मा यन्तु ब्रह्मचारिणः स्वाहा ॥ ५ ॥“

„प्र मा यन्तु ब्रह्मचारिणः स्वाहा ॥ ६ ॥“

„दमायन्तु ब्रह्मचारिणः स्वाहा ॥ ७ ॥“

„शमायन्तु ब्रह्मचारिणः स्वाहा ॥ ८ ॥“

„ā mā yantu brahmacāriṇaḥ svāhā
vi mā yantu brahmacāriṇaḥ svāhā
pra mā yantu brahmacāriṇaḥ svāhā
damāyantu brahmacāriṇaḥ svāhā
śamāyantu brahmacāriṇaḥ svāhā“

„Die Anhänger Brahmans mögen zu mir kommen! Svāhā!
Alle Arten von Wissbegierigen mögen zu mir kommen! Svāhā!
Wohl ausgestattet mögen sie zu mir kommen! Svāhā!
Selbstbeherrscht sollen sie sein! Svāhā!
Und vor allem friedvoll! Svāhā!“

Und weiter:

„यथाऽऽपः प्रवतायन्ति यथा मासा अहर्जरम् । एवं मां ब्रह्मचारिणः । धातरायन्तु सर्वतः स्वाहा ॥ १४ ॥“

„yathā--paḥ pravatāyanti yathā māsā aharjaram evaṃ māṃ brahmacāriṇaḥ dhātarāyantu sarvataḥ svāhā“

„Oh Dhātar (धातर् – Weltenerhalter)! Wie Wasser immer nach unten läuft, wie die Monate im Jahr vergehen, so mögen die Verehrer Brahmans von allen Seiten zu mir kommen! Svāhā!“

Der Aufbau der vierten Lektion ist ungewöhnlich, da es als metrischer Vers beginnt, sich dann aber langsam zu rhythmischer Sanskritprosa verwandelt. Darüber hinaus erlauben ihre Verse kreativen Spielraum mit mehrfachen Traduierungsmöglichkeiten. Die vierte Lektion ist ferner als liturgischer Text aufgebaut, in dem viele rhythmische Endungen auf Svaha (स्वाहा – Svāhā) erfolgen – eine rituelle Formel, die bei Opferungen während eines Yajnas (yajña – यज्ञ) Verwendung findet.

#### 5. Anuvāka – Heilige Exklamationen
„भूर्भुवः सुवरिति वा एतास्तिस्रो व्याहृतयः ॥ १ ॥“

„bhūrbhuvaḥ suvariti vā etāstisro vyāhṛtayaḥ“

„Bhūr! Bhuvaḥ! Svar! sind fürwahr die drei Exklamationen“

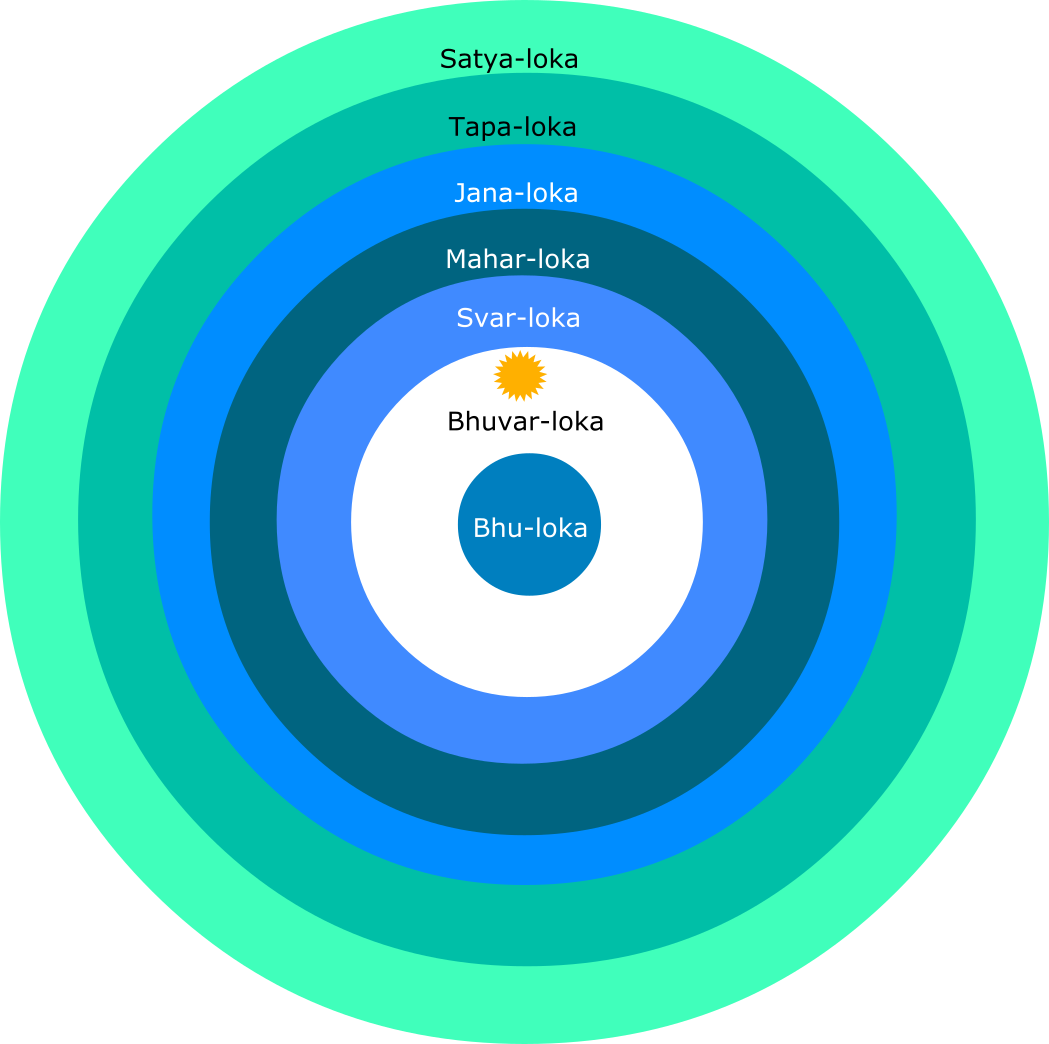
Die sieben Höheren Welten

Die fünfte Lektion erläutert die heiligen drei Exklamationen oder Vyāhṛti (व्याहृति) – Bhūr! Bhuvaḥ! Svar!. Bhūr (भूर् – Erde) repräsentiert das Einatmen (Prana), Bhuvaḥ (भुवः – Luftraum, Atmosphäre) das Ausatmen (Apana) und Svar (स्वर् – Sonne, Himmel, Paradies) die Zwischenperiode (Vyana).

„तासामु ह स्मैतां चतुर्थीम् । माहाचमस्यः प्रवेदयते । मह इति ॥ २ ॥“

„tāsāmu ha smaitāṃ caturthīm māhācamasyaḥ pravedayate maha iti“

„Neben diesen (drei) besteht noch ein viertes namens Mahah, das vom Sohn des Māhācamasa entdeckt wurde.“

Es gibt also noch ein viertes Vyāhṛti namens Mahaḥ (मह – groß, reichlich), das als Nahrung und letztendlich als Brahman anzusehen ist. Diese vier Vyāhṛtis haben vier mystische Niveaus von Entsprechungen, so dass insgesamt 4 × 4 = 16 Äquivalente vorliegen. Die Bhūr-Meditation verläuft von der Erdenwelt zum Feuer, zum Rigveda und schließlich zum Prana, die Bhuvah-Meditation vom Himmel zur Luft, zum Samaveda und schließlich zum Apana, die Svar-Meditation von der jenseitigen Welt zur Sonne, zum Yajurveda und schließlich zum Vyana und die Mahaḥ-Meditation von der Sonne zum Mond, zum Om und Brahman und endet schließlich in der Nahrung.
Die fünfte Lektion stellt somit eine Upasana dar – eine व्याहृति उपासन – vyāhṛti upāsana oder auch pratīka upāsana (प्रतीक उपासन) – eine Meditation über Symbole.

„ता यो वेद । स वेद ब्रह्म । सर्वेऽस्मै देवा बलिमावहन्ति ॥ ९ ॥“

„tā yo veda sa veda brahma sarve'smai devā balimāvahanti“

„Wer sie so kontempliert, der kennt Brahman. Und alle Gottheiten werden ihm mit Gaben huldigen.“

Abschließend wird behauptet, dass Brahman dem Selbst (Atman) entspricht und dass alle Götter und Gottheiten seine Glieder darstellen. Wissen um das Selbst bleibt ein Prinzip für alle Ewigkeiten und Menschen, die innere Einheit und Selbstkenntnis erlangt haben, wird sogar von den Göttern ausgeholfen.

#### 6. Anuvāka – Theorie der Einheit
„स य एषोऽन्तर्हृदय आकाशः । तस्मिन्नयं पुरुषो मनोमयः । अमृतो हिरण्मयः ॥ १ ॥“

„sa ya eṣo'ntarhṛdaya ākāśaḥ tasminnayaṃ puruṣo manomayaḥ amṛto hiraṇmayaḥ“

„Es gibt einen Raum im Herzen. Und hier ist er zu finden, ein personifiziertes Geistwesen, unsterblich und golden glänzend.“

Im Vedanta wird das Herz als Aufenthaltsstätte Gottes angesehen. Es enthält einen kleinen, leuchtenden Zwischenraum, über den als ein Symbol Brahmans meditiert werden sollte. Das Brahman wird hier als Purusha bezeichnet, da es sich im Körper aufhält, gleichzeitig aber auch das ganze Universum durchdringt. Brahman ist reines Bewusstsein und kann nur von geläuterten Seelen erfahren werden.
Der zweite Abschnitt der sechsten Lektion legt dar, dass der Atman existiert. Wenn ein individuelles Selbst bestimmte Charakteristiken erlangt, stellt es eine Einheit mit Brahman her – dem kosmischen Selbst und der ewiglich herrschenden Realität. Vers 1.6.3 und 1.6.4 beschreiben diese Charakteristiken wie folgt:

„भूरित्यग्नौ प्रतितिष्ठति । भुव इति वायौ । सुवरित्यादित्ये । मह इति ब्रह्मणि । आप्नोति स्वाराज्यम् । आप्नोति मनसस्पतिम् । वाक्पतिश्चक्षुष्पतिः ।
 श्रोत्रपतिर्विज्ञानपतिः । एतत्ततो भवति । आकाशशरीरं ब्रह्म । सत्यात्म प्राणारामं मन आनन्दम् । शान्तिसमृद्धममृतम् ॥ ३ ॥“

„इति प्राचीनयोग्योपास्स्व ॥ ४ ॥“

„bhūrityagnau pratitiṣṭhati bhuva iti vāyau suvarityāditye maha iti brahmaṇi āpnoti svārājyam āpnoti manasaspatim vākpatiścakṣuṣpatiḥ 
 śrotrapatirvijñānapatiḥ etattato bhavati ākāśaśarīraṃ brahma satyātma prāṇārāmaṃ mana ānandam śāntisamṛddhamamṛtam“

„iti prācīnayogyopāssva“

„In Agni verweilt Bhūḥ, in Vāyu Bhuvaḥ, in Āditya Suvaḥ und im Brahman Mahaḥ. Er erlangt Selbstbeherrschung, Herrschaft über den Geist, die Rede, das Sehen, das Hören und den Verstand. Dann wird er zu Brahman, dessen Körper aus hellerleuchtetem Raum besteht, dessen Wesen in der Wahrheit liegt, dessen Freude auf Leben beruht, dessen Geist Seeligkeit ist und der von Frieden erfüllt die Unsterblichkeit kennt.“

„Oh, den Prācīnayogya, den sollst du wahrlich kontemplieren !“

Die sechste Lektion endet mit der Aufforderung, über dieses Einheitsprinzip vermittels Prācīna yogya (प्राचीन योग्य – altehrwürdiger Yoga) zu meditieren. Sie stellt somit eine der ersten Erwähnungen meditativer Yogapraxis im alten Indien dar, welche auch als हिरण्यगर्भ उपासन – hiraṇyagarbha upāsana bekannt ist.

#### 7. Anuvāka – Parallelitäten des Erfahrbaren
„एतदधिविधाय ऋषिरवोचत् । पाङ्क्तं वा इदं सर्वम् । पाङ्क्तेनैव पाङ्क्तं स्पृणोतीति ॥ ३ ॥“

„etadadhividhāya ṛṣiravocat pāṅktaṃ vā idaṃ sarvam pāṅktenaiva pāṅktaṃ spṛṇotīti“

„Nachdem er es so angeordnet hatte, sprach der Weise: Wahrlich, all dies ist Pāṅkta. Wer diesem gewahr stärkt die ebenfalls fünffache übergeordnete Gesamtheit.“

Die siebte Lektion der Śikṣāvallī ist eine etwas aus dem Zusammenhang gerissene Lektion, die eine Fünffachheit (पाङ्क्त – pāṅkta) weltlicher Phänomene propagiert – die fünf Sinnesorgane, menschliche Anatomie (Haut, Gewebe, Sehnen, Knochen, Mark), Atmung, Energie (Feuer, Wind, Sonne, Mond, Sterne), Raum (Erde, Lufthülle, Himmel, Pole, Zwischenpole). Ihr Kontext stimmt nicht mit der sechsten oder achten Lektion überein. Dennoch sind ihre abschließenden Worte für die Taittiriya-Upanishad relevant, in denen sie die fraktale Natur des Daseins zum Ausdruck bringt. Dieselben versteckten Naturgesetze finden sich nämlich im Mikro- wie im Makrobereich der Realität wieder. Ferner besteht Parallelität in sämtlichen Wissensgebieten. Paul Deussen kommentiert das Ende der siebten Lektion als Parallelität zwischen Mensch und Umwelt, zwischen Mikrokosmos und Makrokosmos. Wer diese Idee versteht, kann auch das größere Ganze besser einordnen.
Erklärt wird die Regel der Fünf, die sich sowohl auf die Außwelt als auch auf die Innenwelt des Körpers anwenden lässt. Hierbei können jeweils Dreiergruppen zu je fünf Faktoren unterschieden werden. In der Außenwelt sind folgende Abfolgen zu berücksichtigen: 
- Erde – Zwischenregion – Himmel – Himmelsviertel – Zwischenviertel
- Feuer (Agni) – Luft (Vayu) – Sonne (Aditya) – Mond (Candra) – Sterne (nakshatras)
- Wasser – Pflanzen – Bäume – Zwischenraum – Körper.

In der Innenwelt gelten die Abfolgen:
- Prana – Vyana – Apana – Udana – Samana
- Auge – Ohr – Geist – Sprache – Berührung
- Haut – Gewebe – Muskel – Knochen – Mark.

Die siebte Lektion ist ebenfalls als Upasana anzusehen – als पञ्चब्रह्म उपासन – pañcabrahma upāsana.

#### 8. Anuvāka – Was ist ॐ?
„ओमिति ब्रह्म । ओमितीदं सर्वम् ॥ १ ॥“

„omiti brahma omitīdaṃ sarvam“

„Om ist Brahman. Om ist Alles.“

Die achte Lektion im Śikṣāvallī erläutert die Silbe Om

Auch die achte Lektion scheint aus dem Rahmen zu fallen. Sie unterbreitet die Silbe Om (ॐ – Ōṃ, manchmal auch ओम् – Aum) und behauptet, dass sie das Wortinnere von Brahman darstellt. Somit verkörpert sie Brahman und die gesamte Welt. Die Lektion gibt ferner zu bedenken, dass die Silbe Om sehr oft und für alle möglichen Zwecke benutzt wird, um eben an das Brahman zu erinnern und es zu ehren. Aufgeführt werden die verschiedenen Verwendungszwecke von Om im antiken Indien, unter anderem in Anrufungen, z. B. an Agnidhra, in Samanliedern, in Gebeten, in den Shastras, im Verlauf von Opferzeremonien, während Ritualen, in der Meditation und beim Rezitieren der Veden.

#### 9. Anuvāka – Ethische Pflichten der Menschen
Die neunte Lektion im Śikṣāvallī iste eine rhythmische Rezitation der ethischen Pflichten aller Menschen – wobei die Bedeutung von Svādhyāya (genaues und aufmerksames Selbststudium) und Pravacana (प्रवचन – Verkünden vedischer Texte) hervorgehoben werden.

„ऋतं च स्वाध्यायप्रवचने च । सत्यं च स्वाध्यायप्रवचने च । तपश्च स्वाध्यायप्रवचने च । दमश्च स्वाध्यायप्रवचने च । शमश्च स्वाध्यायप्रवचने च । अग्नयश्च स्वाध्यायप्रवचने च । अग्निहोत्रं च स्वाध्यायप्रवचने च । अतिथयश्च स्वाध्यायप्रवचने च । मानुषं च स्वाध्यायप्रवचने च । प्रजा च स्वाध्यायप्रवचने च । प्रजनश्च स्वाध्यायप्रवचने च । प्रजातिश्च स्वाध्यायप्रवचने च ॥ १ ॥“

„ṛtaṃ ca svādhyāyapravacane ca satyaṃ ca svādhyāyapravacane ca tapaśca svādhyāyapravacane ca damaśca svādhyāyapravacane ca śamaśca svādhyāyapravacane ca agnayaśca svādhyāyapravacane ca agnihotraṃ ca
 svādhyāyapravacane ca atithayaśca svādhyāyapravacane ca mānuṣaṃ ca svādhyāyapravacane ca prajā ca svādhyāyapravacane ca prajanaśca svādhyāyapravacane ca prajātiśca svādhyāyapravacane ca“

„Gerechtigkeit im Verbund mit Selbststudium und Lehre, Wahrhafigkeit im Verbund mit Selbststudium und Lehre, Buße im Verbund mit Selbststudium und Lehre, Mäßigung im Verbund mit Selbststudium und Lehre, Beruhigung und Nachsicht im Verbund mit Selbststudium und Lehre, Feuerrituale im Verbund mit Selbststudium und Lehre, Opferungen bei Feueritualen im Verbund mit Selbststudium und Lehre, Gastfreundschaft im Verbund mit Selbststudium und Lehre, Mitmenschlichkeit im Verbund mit Selbststudium und Lehre, Nachkommenschaft im Verbund mit Selbststudium und Lehre, Geschlechtsverkehr im Verbund mit Selbststudium und Lehre, Kindererziehung im Verbund mit Selbststudium und Lehre.“

Und:

„सत्यमिति सत्यवचा राथीतरः । तप इति तपोनित्यः पौरुशिष्टिः । स्वाध्यायप्रवचने एवेति नाको मौद्गल्यः । तद्धि तपस्तद्धि तपः ॥ २ ॥“

„satyamiti satyavacā rāthītaraḥ tapa iti taponityaḥ pauruśiṣṭiḥ svādhyāyapravacane eveti nāko maudgalyaḥ taddhi tapastaddhi tapaḥ“

„Wahrhaftigkeit wird von dem Weisen Satyavacā Rāthītara wertgeschätzt, Buße von Taponitya Pauruśiṣṭi und Studium mit Lehre von Naka Maudgala – all dies ist Tapas, Tapas“

#### 10. Anuvāka – Erleuchtung
„अहं वृक्षस्य रेरिवा । कीर्तिः पृष्ठं गिरेरिव । ऊर्ध्वपवित्रो वाजिनीव स्वमृतमस्मि । द्रविणं सवर्चसम् । सुमेध अमृतोक्षितः । इति त्रिशङ्कोर्वेदानुवचनम् ॥ १ ॥“

„ahaṃ vṛkṣasya rerivā kīrtiḥ pṛṣṭhaṃ gireriva ūrdhvapavitro vājinīva svamṛtamasmi draviṇaṃ savarcasam sumedha amṛtokṣitaḥ iti triśaṅkorvedānuvacanam“

„Ich rüttle den Baum. Mein Ruhm gleicht einem Berggipfel. Nach Höherem strebend, sündlos und heldengleich. Unsterblich und voll stahlendem Reichtums. Weise geworden und unvergänglich. Derart die Erklärungen des Weisen Trisanku (Triśaṅku – त्रिशङ्कु) zum Veda.“

Die zehnte Lektion ist obskur und aus dem Zusammenhang gerissen und dürfte eine beschädigte und unvollständige Version des Originals darstellen, so meint jedenfalls Paul Deussen. Sie ist rhythmisch aufgebaut und besitzt ein Mahabrihati Yavamadhya-Versmaß (Mahabṛhatī Yavamadhya – महबृहती यवमध्य), das einer mathematisch aufgebauten 8+8+12+8+8-Struktur folgt.
Frierich Max Müller sieht hierin die Affirmation des Atmans als fähiges, kraftvolles und seliges Wesen. Adi Shankara sieht im Baum eine Metapher für die empirisch erfahrbare Welt, die durch Wissen und durch die Verwirklichung des Atman-Brahman-Prinzips (Selbst und ewige Wahrheit aber auch Verborgenes und Unsichtbares) aufgerüttelt wird.

#### 11. Anuvāka – Ermutigung an die Absolventen

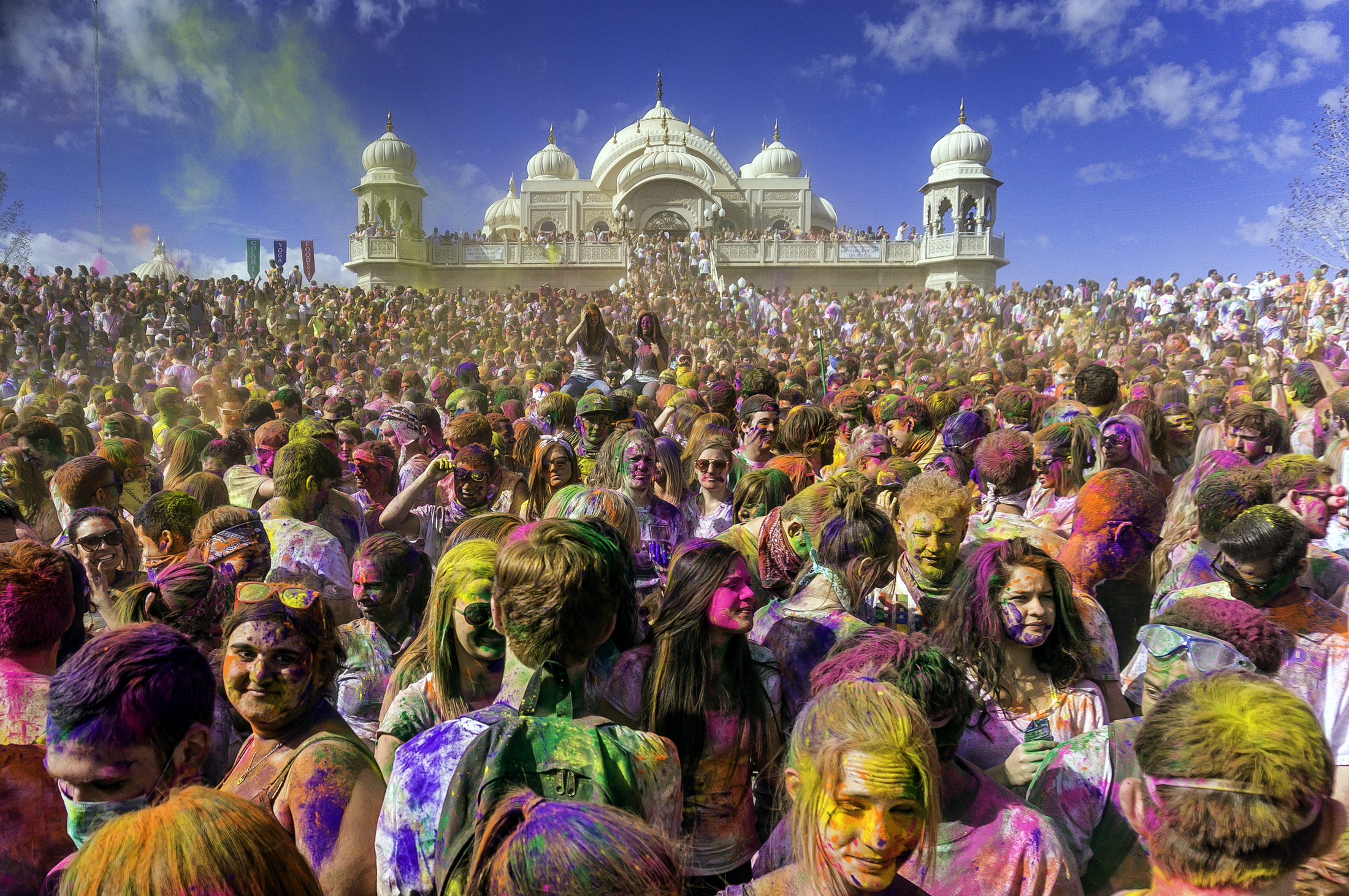
Holi-Farbfestival – das Kama-Prinzip in Aktion

Die elfte Lektion im Śikṣāvallī vermittelt eine Reihe goldener Regeln für eine ethische Lebensführung, welche der Lehrer in vedischen Zeiten seinen Absolventen mit auf den Weg gab. Die Verse fordern die Absolventen auf, gut auf sich aufzupassen und die Prinzipien von Dharma (dharma – धर्म), Artha (artha – अर्थ) und Kama (Kāma – काम) so gut wie nur möglich einzuhalten.

„स्वाध्यायान्मा प्रमदः । आचार्याय प्रियं धनमाहृत्य प्रजातन्तुं मा व्यवच्छेत्सीः । सत्यान्न प्रमदितव्यम् । धर्मान्न प्रमदितव्यम् । कुशलान्न प्रमदितव्यम् । भूत्यै न प्रमदितव्यम् । स्वाध्यायप्रवचनाभ्यां न प्रमदितव्यम् । देवपितृकार्याभ्यां न प्रमदितव्यम् ॥ ३ ॥“

„svādhyāyānmā pramadaḥ ācāryāya priyaṃ dhanamāhṛtya prajātantuṃ mā vyavacchetsīḥ satyānna pramaditavyam dharmānna pramaditavyam kuśalānna pramaditavyam bhūtyai na pramaditavyam svādhyāyapravacanābhyāṃ na pramaditavyam devapitṛkāryābhyāṃ na pramaditavyam“

„Vom Selbststudium weiche nicht ab. Den Lehrer reichlich entlohnt habend vernachlässige nicht deine Nachkommenschaft. Weiche unter keinen Umständen von der Wahrheit und dem Dharma ab. Negiere nicht dein eigenes Wohlergehen und auch nicht deine Gesundheit. Unterlasse auf keinen Fall Svādhyāya und Pravacana. Halte Götter und Vorfahren in Ehren.“

Weiters werden folgende Ermahnungen an die Absolventen erteilt:

„मातृदेवो भव । पितृदेवो भव । आचार्यदेवो भव । अतिथिदेवो भव ॥ ४ ॥“

„mātṛdevo bhava pitṛdevo bhava ācāryadevo bhava atithidevo bhava“

„Respektiere deine Mutter als Gottheit, respektiere deinen Vater als Gottheit. Dasselbe gelte für deinen Acharya und auch einen Gast.“

Und:

„यान्यनवद्यानि कर्माणि । तानि सेवितव्यानि । नो इतराणि ॥ ५ ॥
यान्यस्माकं सुचरितानि । तानि त्वयोपास्यानि । नो इतराणि ॥ ६ ॥“

„yānyanavadyāni karmāṇi tāni sevitavyāni no itarāṇi
yānyasmākaṃ sucaritāni tāni tvayopāsyāni no itarāṇi“

„Fehlerfreie Arbeiten sollten ausgeführt werden, und keine anderen.
Worin auch immer wir gut sind, das sollten wir anderen zukommen lassen.“

Der dritte Abschnitt der elften Lektion führt als ethische Prämissen für die Absolventen die Qualitäten Mildtätigkeit, Zuversicht, Sympathie, Bescheidenheit und Fröhlichkeit.
Von manchen Kennern wurde angezweifelt, ob die moralischen Richtlinien dieser elften Lektion sich mit dem Kenne dich Selbst-Geist der Upanishaden vereinbaren lassen. Adi Shankara meint ja, da seiner Meinung nach sehr wohl ein Unterschied zwischen Theorie und Praxis besteht – zwischen dem Bedürfnis nach Selbsterkenntnis und der hieraus resultierenden Ethik. Nichts geht über die praktische Anwendung derselben und eine Herübernahme ethischer Prinzipien ins wirkliche Leben beschleunigt beim Absolventen nur noch den Drang nach Wissen um das eigene Selbst.

#### 12. Anuvāka – Anerkennung

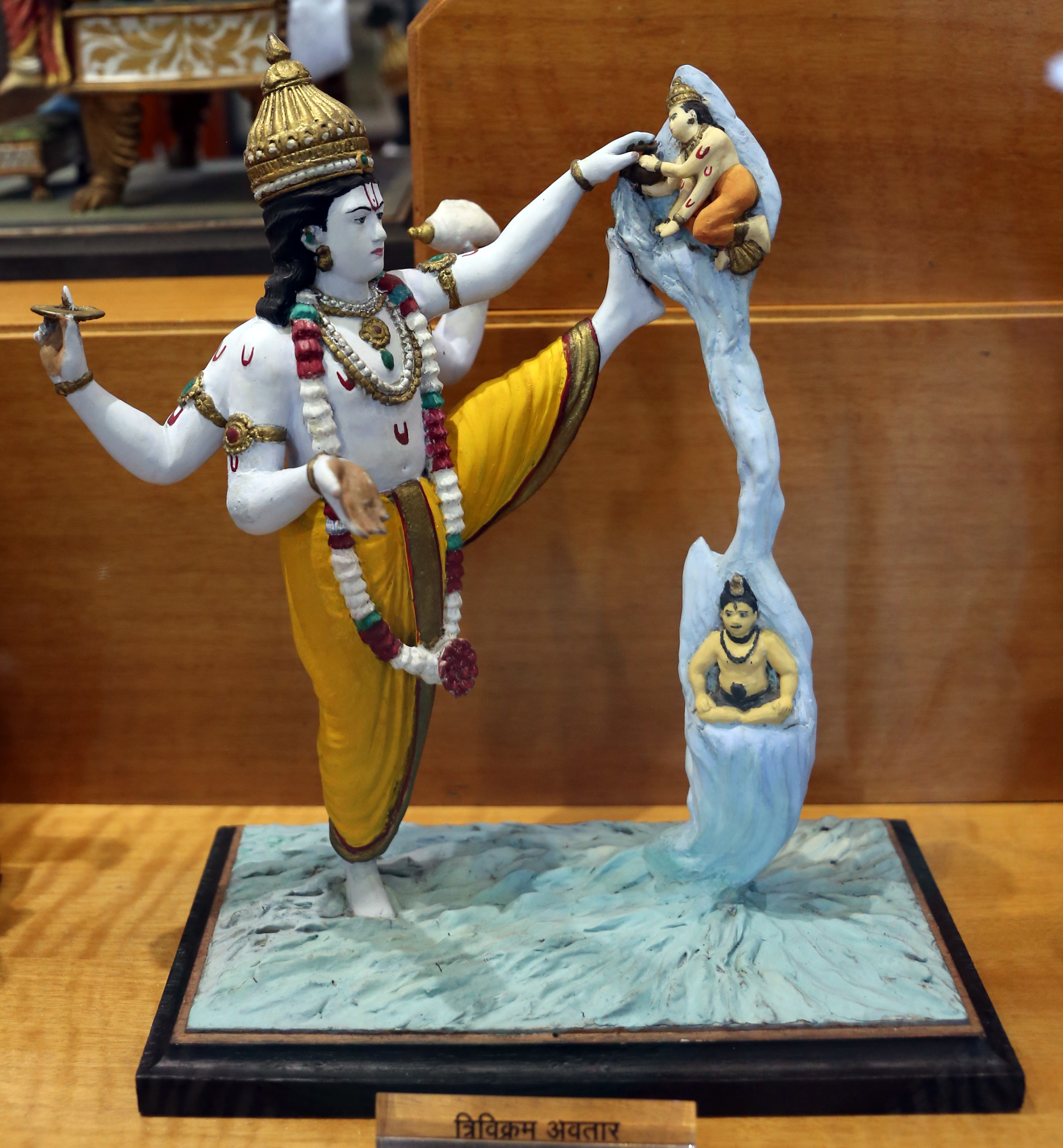
Vishnu in seiner Inkarnation als Trivikrama

Die 12. und letzte Lektion im Śikṣāvallī beginnt wie die erste Lektion mit Segnungen. Auch hier werden die vedischen Gottheiten erneut als Manifestation Brahmans dargestellt – als Kosmisches Selbst und Unwandelbare Realität. Neben den Segnungen wird auch das Versprechen der ersten Lektion erneut aufgegriffen.

„शं नो मित्रः शं वरुणः । शं नो भवत्वर्यमा । शं न इन्द्रो बृहस्पतिः । शं नो विष्णुरुरुक्रमः । नमो ब्रह्मणे । नमस्ते वायो । त्वमेव प्रत्यक्षं ब्रह्मासि । त्वामेव प्रत्यक्षं ब्रह्मावादिषम् । ऋतमवादिषम् । सत्यमवादिषम् । तन्मामावीत् । तद्वक्तारमावीत् । आवीन्माम् । आवीद्वक्तारम् । ॐ शान्तिः शान्तिः शान्तिः ॥ १ ॥“

„śaṃ no mitraḥ śaṃ varuṇaḥ śaṃ no bhavatvaryamā śaṃ na indro bṛhaspatiḥ śaṃ no viṣṇururukramaḥ namo brahmaṇe namaste vāyo tvameva pratyakṣaṃ brahmāsi tvāmeva pratyakṣaṃ brahmāvādiṣam ṛtamavādiṣam satyamavādiṣam tanmāmāvīt tadvaktāramāvīt āvīnmām āvīdvaktāram oṃ śāntiḥ śāntiḥ śāntiḥ“

„Glück bringe uns Mitra ! Glück bringe uns Varuna ! Zum Glück verhelfe uns Aryaman ! Glück bringe uns Indra und Brihaspati ! Und Glück bringe uns der weit ausschreitende Vishnu ! Verneigt euch vor Brahman. Dir alle Ehre oh Vāyu. Du bist tatsächlich als Brahman erkennbar. Und dich habe ich als Brahman verkündet. Zurecht und wahrheitsgemäß. Dies hat mich beschützt. Dies hat auch den Lehrer beschützt. Schutz wurde mir zuteil und Schutz dem Lehrer. Om ! Frieden ! Frieden ! Frieden !“

### Ānandavallī – Ranke der Seligkeit
Die Ānandavallī als zweites Buch der Taittiriya-Upanishad, auch Brahmānandavallī genannt, hat wie andere alte Upanishaden als Schwerpunkt den Atman oder das Selbst. Der Atman existiert und ist nichts anderes als Brahman. Dies wirklich zu erkennen stellt das höchste, kraftverleihende und gleichzeitig befreiende Wissen dar. Die Kenntnis des Selbsts öffnet den Weg zur Freiheit – der Befreiung von allem Gram und sämtlichen Angstvorstellungen sowie das Erreichen einer positiven Einstellung und eines erfüllten Lebens in Glückseligkeit und Freude.
Bemerkenswert ist die Ānandavallī für die Kosha-Theorie (kośa – कोश – Hülle), die auch als Geschichtete Maya-Theorie bezeichnet wird (māyā – माया – Täuschung, Illusion, Fehleinschätzung). Hiernach erreicht ein Mensch sein höchstes Potential und seinen höchsten Erkenntnisstand, indem er das Richtige lernt und das Falsche entlernt, d. h. sich von ihm trennt. Echte tiefere Erkenntnis verbirgt sich unter Lagen oberflächlichen Wissens, das leichtverständlicher und weitaus einfacher aufgebaut ist. Der Erkenntnisprozess wird im Ānandavallī als konzentrische Hüllen oder Lagen dargestellt. Die äußerste Hülle wird als Annamaya (अन्नमय) bezeichnet. Unter ihr verbirgt sich Pranamaya (प्राणमय – Prāṇamaya), darunter Manomaya (मनोमय), sodann Vijnanamaya (विज्ञानमय – Vijñānamaya) und zuletzt im Tiefstinneren Anandamaya (आनन्दमय – Ānandamaya).
Wie die Ānandavallī bemerkt, ist tiefstes Wissen um das Selbst nicht durch kultische Gottes- oder Götterverehrung zu erlangen – noch dazu, wenn diese aus egoistischen Antrieben und Motiven heraus gespeist wird – was Manomaya darstellt. Vijnanamaya geht bereits tiefer und berührt interne Existenzzustände, ist aber dennoch nach wie vor unzureichend, da es sich um ein abgetrenntes Erkennen handelt. Vollständiges, vereinigtes und freudiges Selbsterkennen ist daran auszumachen, dass das Individuum in der gesamten Realität aufgeht und dass es zwischen Subjekt und Objekt, zwischen mir und euch, zwischen Atman und Brahman keinen trennenden Unterschied mehr gibt. Selbstverwirklichung ist ein sehr tiefgehender Zustand langsamen Aufsaugens, von Gemeinsamkeit und von Gemeinschaftsgeist.
Die Ānandavallī ist eine der ältesten Abhandlungen auf dem Gebiet menschlicher Natur und menschlicher Erkenntnistheorie. Sie ähnelt in gewisser Weise der hellenistischen Hermetik und neuplatonischen Vorstellungen. Diese fanden ihren Ausdruck im Corpus Hermeticum
nahezu ein Jahrtausend später.

#### 1. Anuvāka – Chant des Friedens
Die erste Lektion im Ānandavallī wiederholt die Friedensformel der 12. und abschließenden Lektion im Śikṣāvallī. Sie enthält ferner ein Bittgebet um ein gutes Einvernehmen zwischen Lehrer und Schüler:

„सह नाववतु । सह नौ भुनक्तु । सह वीर्यं करवावहै । तेजस्वि नावधीतमस्तु । मा विद्विषावहै । ओं शान्तिः शान्तिः शान्तिः ॥“

„saha nāvavatu saha nau bhunaktu saha vīryaṃ karavāvahai tejasvi nāvadhītamastu mā vidviṣāvahai oṃ śāntiḥ śāntiḥ śāntiḥ“

„Möge es (Brahman) uns beide beschützen. Möge es uns beide nähren. Möge es uns beide Stärke verleihen. Möge unser erhofftes Ziel brilliant sein. Und lass uns nicht in Feindschaft verfallen. Om ! Frieden ! Frieden ! Frieden !“

Auch kommt kurz und bündig die Prämisse der gesamten Ānandavallī zum Ausdruck:

„ब्रह्मविदाप्नोति परम् ॥ १ ॥“

„brahmavidāpnoti param“

„Wer Brahman kennt, erlangt Transzendenz“

Und weiter:

„तदेषाऽभ्युक्ता । सत्यं ज्ञानमनन्तं ब्रह्म ॥ २ ॥“

„tadeṣā'bhyuktā satyaṃ jñānamanantaṃ brahma“

„Daraufhin wurde gechantet: Wahrheit und unendliches Wissen ist Brahman“

Paul Deussen meint hierzu, dass das Wort ananta (unendlich) womöglich fehl am Platze ist und das ganz ähnlich klingende ānanda mehr mit den Lehren anderer Upanishaden im Einklang steht, insbesondere mit der zentralen Prämisse von sat-chit-ānanda (saccidānanda – सच्चिदानन्द) des Atmans. Laut Deussen sollte es somit Brahman ist Freude anstelle von Brahman ist unendlich heißen.

#### 2. Anuvāka – Annamaya

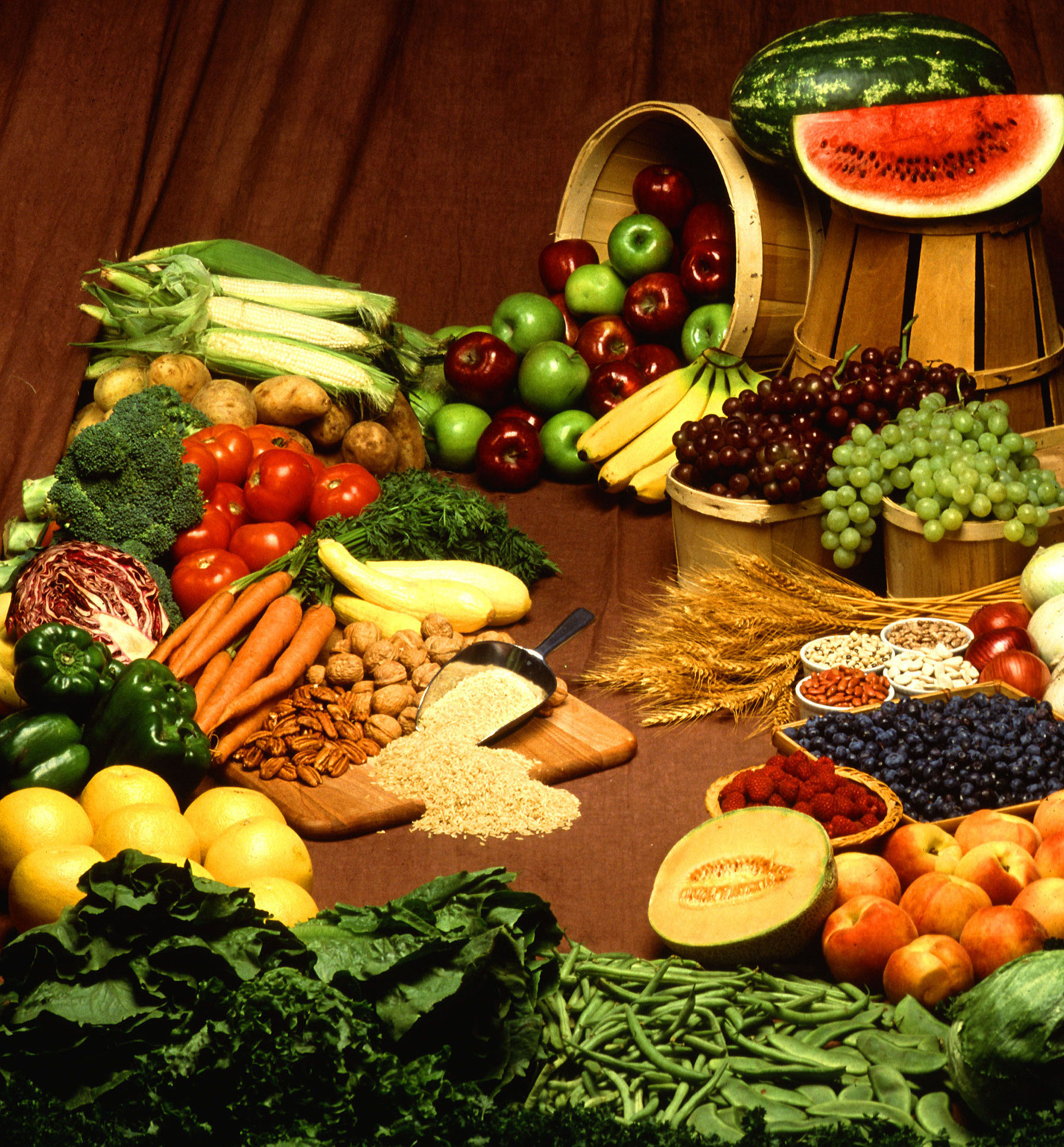
Pflanzliche Nahrung

Die zweite Lektion der Ānandavallī erklärt die erste Hülle in der Natur des Menschen mit der Metapher Nahrung (अन्न – anna). Sowohl die materiellen Grundlagen des Menschen als auch die grobstoffliche Natur werden vom Brahman verursacht, sie offenbaren Brahman, ja sie sind Brahman – jedoch nur in der äußersten Umhüllung der Existenz. Die Lektion zeigt Zusammenhänge unter Naturelementen auf und resümiert, dass auf rein empirischer Ebene jeder einzelne Bestandteil im Universum zu einem gewissen Zeitpunkt oder über eine längere Zeitdauer hinweg betrachtet wiederum Nahrung für andere darstellt. Sämtliche Lebewesen entstehen aus Nahrung, die von der Natur und dem Leben zugeteilt wird. Durch Nahrung wachsen die Lebewesen heran und sind somit aufeinander angewiesen. Bei ihrem Tod kehren die Lebewesen dann wieder in die Nahrungskette zurück. Diese Nahrungskette in der materiellen Existenz zu erkennen und zu verstehen ist essentiell, dennoch bleibt diese Erkenntnis unvollkommen und berührt nur den äußeren Rand.

„अन्नाद्वै प्रजाः प्रजायन्ते । याः काश्च पृथिवीं श्रिताः । अथो अन्नेनैव जीवन्ति । अथैनदपि यन्त्यन्ततः । अन्नं हि भूतानां ज्येष्ठम् । तस्मात् सर्वौषधमुच्यते । सर्वं वै तेऽन्नमाप्नुवन्ति । येऽन्नं ब्रह्मोपासते । अन्नं हि भूतानां ज्येष्ठम् । तस्मात् सर्वौषधमुच्यते । अन्नाद् भूतानि जायन्ते । जातान्यन्नेन वर्धन्ते । अद्यतेऽत्ति च भूतानि । तस्मादन्नं तदुच्यत इति ॥ १ ॥“

„annādvai prajāḥ prajāyante yāḥ kāśca pṛthivīṃ śritāḥ atho annenaiva jīvanti athainadapi yantyantataḥ annaṃ hi bhūtānāṃ jyeṣṭham tasmāt sarvauṣadhamucyate sarvaṃ vai te'nnamāpnuvanti ye'nnaṃ brahmopāsate annaṃ hi bhūtānāṃ jyeṣṭham tasmāt sarvauṣadhamucyate annād bhūtāni jāyante jātānyannena vardhante adyate'tti ca bhūtāni tasmādannaṃ taducyata iti“

„Aus Nahrung entstehen alle Lebewesen dieser Erde. Sie leben nur durch Nahrung. Am Ende werden sie selbst Nahrung. Daher ist Nahrung am ältesten und stellt auch das älteste Heilmittel dar. Wer Nahrung als Brahman ansieht, bekommt sie. Denn Nahrung ist am ältesten und das älteste aller Heilmittel. Aus der Nahrung gehen die Lebewesen hervor. Nach ihrer Geburt wachsen sie durch Nahrung. Sie wird zu sich genommen, hat jedoch ihrerseits bereits andere verzehrt. Dies ist die Natur der Nahrung.“

#### 3. Anuvāka – Pranamaya
„तस्माद्वा एतस्मादन्नरसमयात् । अन्योऽन्तर आत्मा प्राणमयः । तेनैष पूर्णः ॥ २ ॥“

„tasmādvā etasmādannarasamayāt anyo'ntara ātmā prāṇamayaḥ tenaiṣa pūrṇaḥ“

„Diese (Hülle) hier aber besteht aus Nahrungsessenz, jedoch gibt es weiter innen ein anderes Selbst aus Prāṇa, womit dieser (Körper) hier verfüllt wurde.“

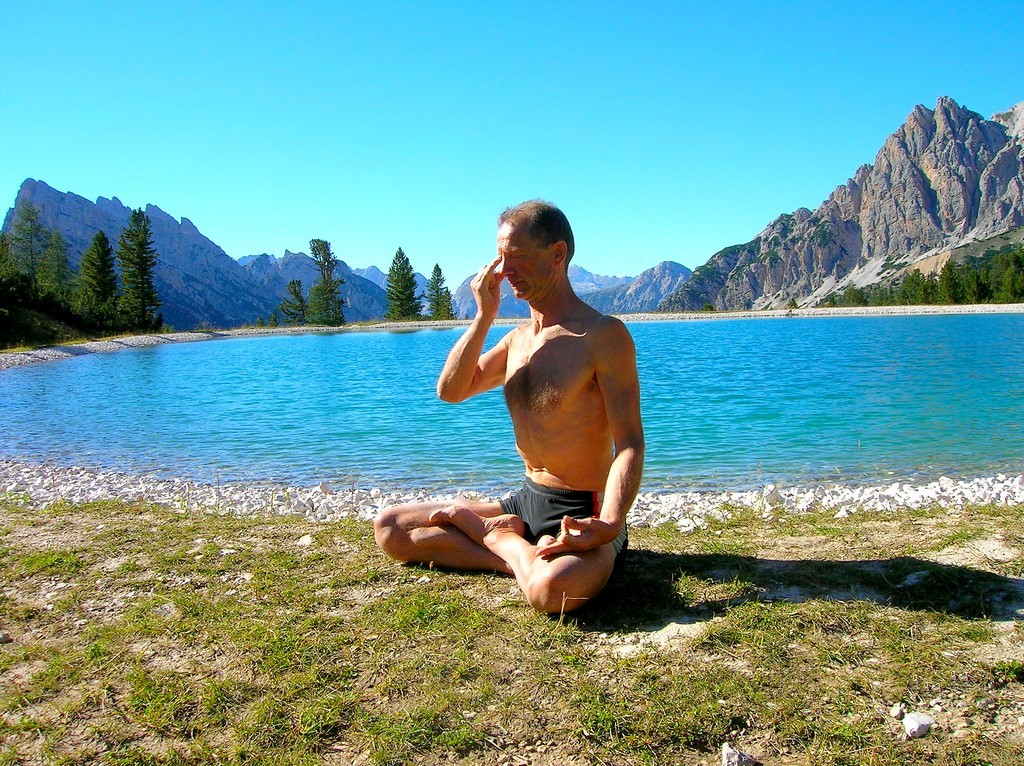
Pranayama

Die dritte Lektion behandelt die zweite Hülle der menschlichen Natur, die sie als Lebenskraft identifiziert. Die Lebenskraft ist ihrerseits abhängig vom Atemvorgang, ihr Vorhandensein lässt sich an diesem erkennen. Götter atmen, Menschen atmen, Tiere atmen, alles Lebendige atmet. Die Lebenskraft steht über der materiellen Außenhülle, zu ihr gehören neben der Atmung auch beseelende Vorgänge innerhalb des Lebewesens. Wissen um diese Hülle ist Pranamaya Kosha.

#### 4. Anuvāka – Manomaya
„तस्माद्वा एतस्मात् प्राणमयात् । अन्योऽन्तर आत्मा मनोमयः । तेनैष पूर्णः ॥ ३ ॥“

„tasmādvā etasmāt prāṇamayāt anyo'ntara ātmā manomayaḥ tenaiṣa pūrṇaḥ“

„Diese (Hülle) hier aber besteht aus Lebenskraft, jedoch gibt es weiter innen noch ein anderes Selbst aus Manas, womit dieser (Körper) hier verfüllt wurde.“

Die nächste tiefergelegene Hülle des menschlichen Körpers samt seines Erkenntnisstrebens betrifft Manas (मनस् – Verstand, Gedanken, Wille, Wunsch) bzw. Manomaya kosha. Die vierte Lektion im Ānandavallī behauptet, dass Manas nur in Einzellebewesen vorkommt. Es ist gekennzeichnet durch Willenskraft, Wunschbildung und dem Trachten nach Wohlbefinden durch Handlungen innerhalb der empirischen Natur, durch Wissenserwerb und durch Austausch mit anderen Lebewesen. Das Wissen um Manas ist essentiell aber unvollständig. Nur Brahmanerkenntnis führt zu vollkommener Befreiung. Wer daher Atman-Brahman verwirklicht hat, wird jetzt und in der Zukunft keinen Kummer erfahren und zufrieden in einem Glückszustand leben.

#### 5. Anuvāka – Vijñānamaya
Die fünfte Lektion im Ānandavallī erklärt, dass der Manomaya kosha seinerseits eine noch tiefere Schicht der Existenz umhüllt – den Vijnanamaya kosha (vijñāna – विज्ञान – Unterscheidung, Verständnis, Erkenntnis). Vijnana als Bereich des Erfahrbaren findet sich bei allen Menschen gleichermaßen. Vijnanamaya wird charakterisiert durch Glauben, Gerechtigkeitssinn, Wahrheit, Yoga und Mahas (Wahnehmungskraft und Vernunft). Wer sich der Vijnanamaya bewusst wird, stellt laut der Upanishade anderen sein Wissen zur Verfügung.

#### 6. bis 9. Anuvāka – Anandamaya

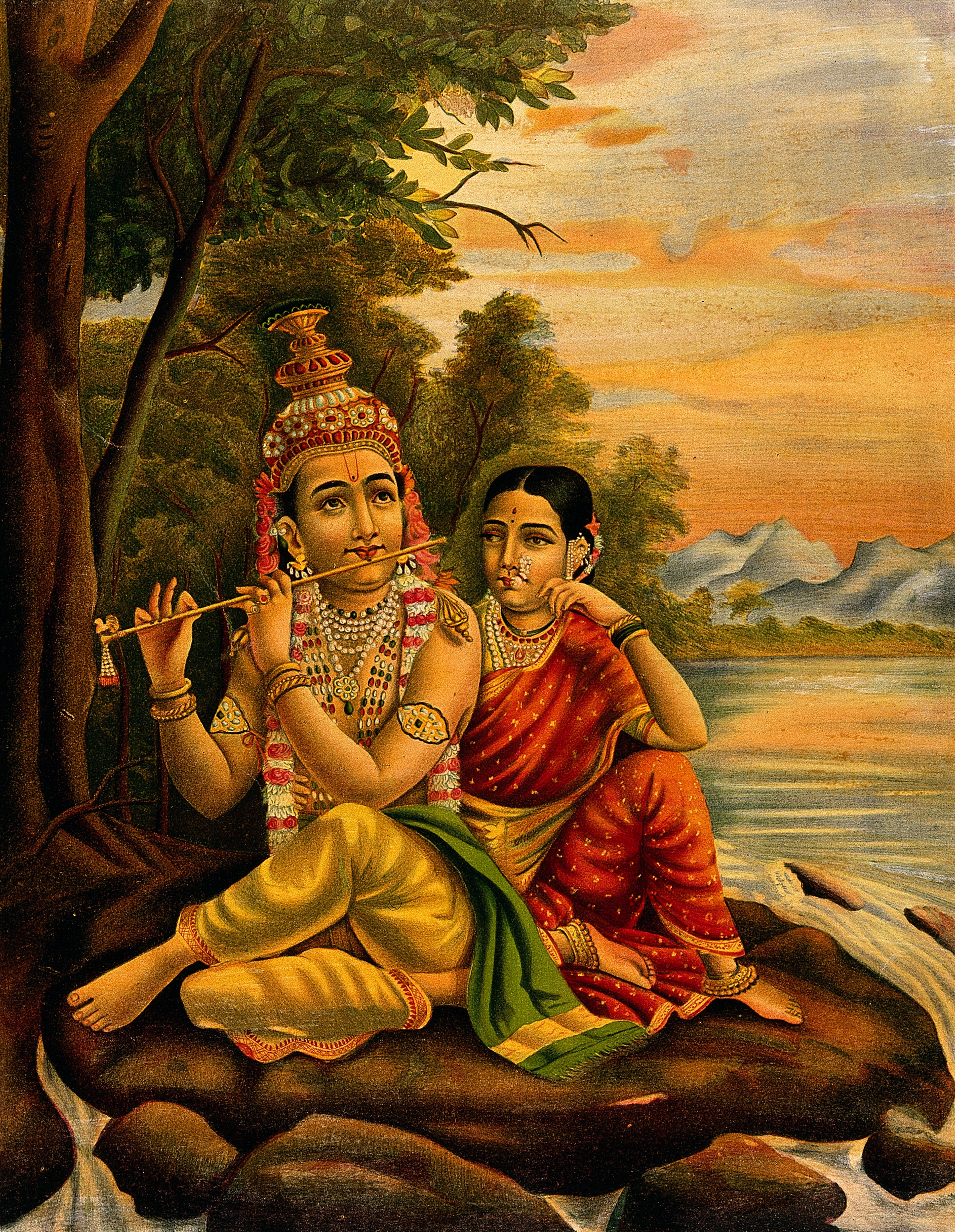
Radha und Krishna als göttlicher Freudenaspekt

Aus der sechsten, siebten und achten Lektion geht hervor, dass Vijnanamaya kosha die am tiefsten verborgene Schicht unserer Existenz umgürtet – den
Anandamaya kosha (Ananda – आनन्द – Ānanda – Glückseligkeit, Freude, Zufriedenheit). In diesem Tiefinneren findet sich das Reich von Atman-Brahman (das sich in Spiritualität ausdrückende Selbst). Anandamaya lässt sich als Liebe, Fröhlichkeit, Freude und letztlich als Brahman umschreiben. Wer sich Anandamaya nähert, kann sowohl Empirisches und Spirituelles, Bewusstes und Unbewusstes, Veränderliches und Unwandelbares sowie Zeit von Zeitlosem auseinanderhalten und gleichzeitig in sich verwirklichen.
Die neunte Lektion schließt mit:

„य एवं वेद ॥ ५ ॥“

„ya evaṃ veda“

„Hiermit endet das Heilige Wissen“

### Bhṛgu Vallī – die Ranke Bhṛgus
Das dritte Buch der Taittiriya-Upanishad setzt die vorgestellten Ideen im Ānandavallī mittels einer Erzählung über den Weisen Bhrigu
(भृगु – bhṛgu) fort. Das Bhṛgu Vallī hat, was Thematik und Schwerpunkt betrifft, durchaus auch Anklänge an das dritte Kapitel der Kaushitaki-Upanishad und an das achte Kapitel der Chandogya-Upanishad. Schwerpunkt im Bhṛgu Vallī ist eindeutig das Konzept Atman-Brahman (das Selbst) und die Bedeutung eines selbstverwirklichten, freien und befreiten Menschen.

#### 1. bis 6. Anuvāka – Bhargavi Varuni Vidya
Die ersten seches Lektionen im Bhṛgu Vallī werden als Bhargavi Varuni Vidya (Bhārgavī Vāruṇi Vidyā – भार्गवी वारुणि विद्या), wörtlich übersetzt Wissen, das Bhrigu von (seinem Vater) Varuni empfing. In diesen Lektionen empfiehlt der Weise Varuni (Vāruṇi – वारुणि), auch bekannt als Agastya, seinem Sohn Bhrigu eine oft zitierte Definition von Brahman: Aus dem Brahman gehen alle Lebewesen hervor, Brahman hält sie am Leben und nach ihrem Tod gehen sie wieder in das Brahman ein. Erkunde dies gut, denn dies ist die Essenz Brahmans.
Diese allumfassende, ewige Natur des Existentiellen und Reellen wird zu Bhrigus Ausgangspunkt für seine Hervorhebung von Introspektion und Verinnerlichung, die ihm dabei helfen soll, die äußeren Spelzen der Erkenntnis abzulösen, um sodann zum innersten Kern spiritueller Selbsterkenntnis vorzudringen und auch zu verwirklichen.

#### 7. bis 10. Anuvāka – Kleinere Kontemplationen

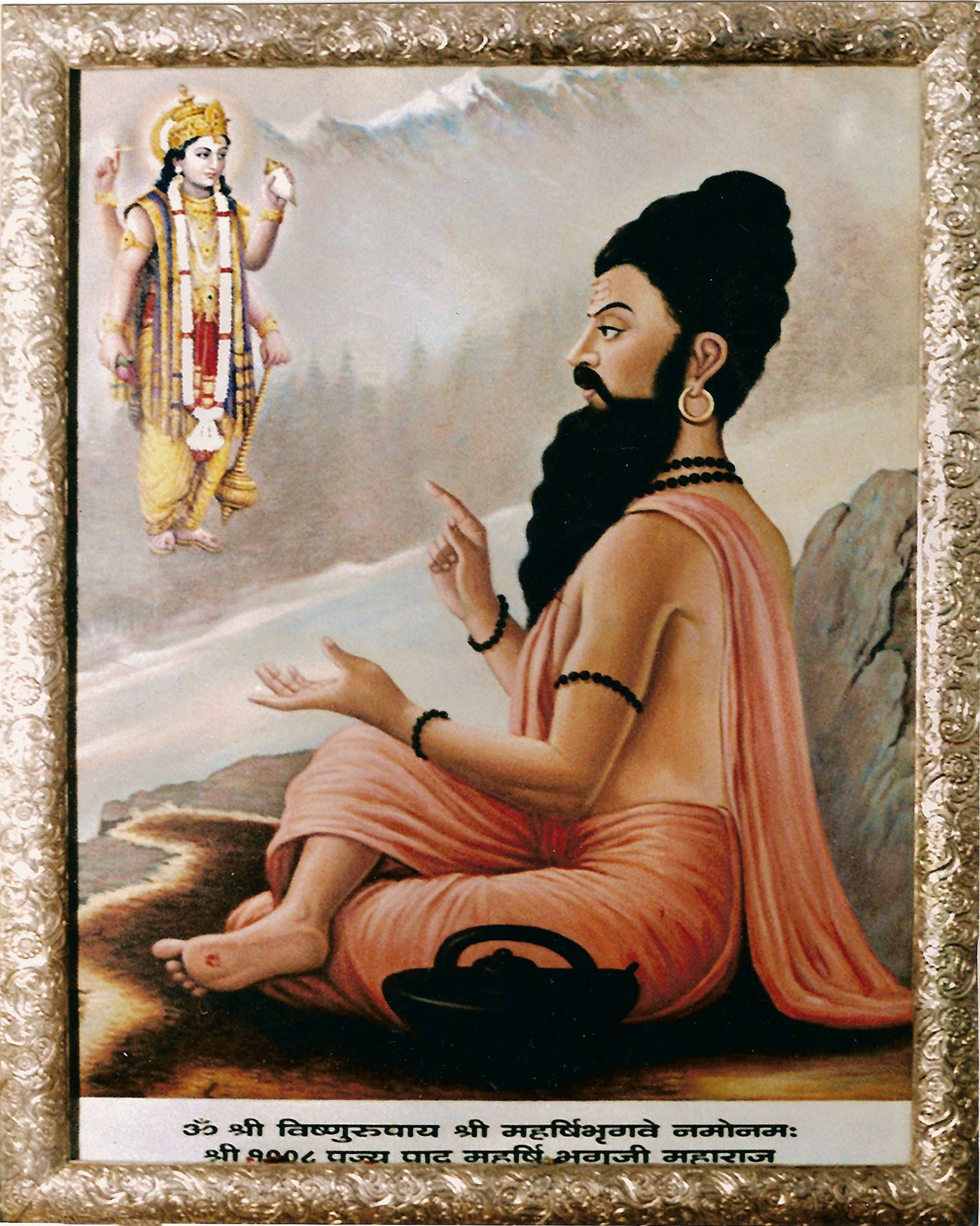
Der Weise Bhrigu

Die letzten vier Lektionen im Bhṛgu Vallī bauen auf diesem Brahman-Fundament auf, benutzen aber wie auch schon zuvor in der Ānandavallī die Metapher Nahrung. Auch hier wird der Gedanke der Vernetzung und der tiefgehenden Abhängigkeit alles Seienden promulgiert, da alles eine Art Nahrung für alles andere darstellt – sei es tatsächliche Nahrung oder sonstig Materielles, Energie oder Information bzw. Wissen. Nahrung beruht auf Nahrung, so verkündet Vers 3.9 der Taittiriya-Upanishad. Dies wird an dem Beispiel Erde – Weltraum erläutert. Die Erde bezieht ihre Energie aus dem All, jedoch bereichert unser Planet durch seine Schönheit wiederum den umliegenden Raum.
Nach der Diskussion der Brahman-Natur folgen im Bhṛgu Vallī noch folgende Maximen und Gelöbnisse:
- Verschmähe niemals Nahrung. In anderen Worten verschmähe nichts und niemand.
- Vermehre die Nahrung. Das Wohlergehen von Allem und allen anderen ist hierin eingeschlossen.
- Weise nie einen Gast zurück und teile die Nahrung mit allen, auch mit Fremden. Jedem soll von Herzen geholfen werden, nicht nur materiell, sondern auch durch Austausch von Fähigkeiten und Wissen.

Die Taittiriya-Upanishad schließt sodann mit folgender Erklärung aus dem Advaita:

„हा३वु हा३वु हा३वु । अहमन्नमहमन्नमहमन्नम् । अहमन्नादोऽ ३ हमन्नादोऽ ३ हमन्नादः । अहं श्लोककृदहं श्लोककृदहं श्लोककृत् । अहमस्मि प्रथमजा ऋता ३ स्य । पूर्वं देवेभ्योऽमृतस्य नाआआभायि । यो मा ददाति स इदेव मा ३ वाः । अहमन्नमन्नमदन्तमा ३ द्मि । अहं विश्वं भुवनमभ्यभवा ३ म् । सुवर्न ज्योतीः ॥ १० ॥“

„hāāāvu hāāāvu hāāāvu ahamannamahamannamahamannam ahamannādo'hamannādo'hamannādaḥ ahaṃ ślokakṛdahaṃ ślokakṛdahaṃ ślokakṛt ahamasmi prathamajā ṛtāāāsya pūrvaṃ devebhyo'mṛtasya nāāābhāyi yo mā dadāti sa ideva māāāvāḥ ahamannamannamadantamāāādmi ahaṃ viśvaṃ bhuvanamabhyabhavāāām suvarna jyotīḥ“

„Hört ! Hört ! Hört ! Ich bin Nahrung, Nahrung, Nahrung ! Ich bin ihr Verzehrer, ja ich verzehre sie, verzehre sie ! Ich bin der Versemacher, ich rühre mich und arrangiere. Ich bin der Erstgeborene dieser Weltenordnung. Den Göttern vorhergehend bin ich das Zentrum von Unsterblichkeit. Wer immer mir gibt, empfängt mit Sicherheit. Ich, die Nahrung, esse ihn, der Nahrung zu sich nimmt. Ich zerstöre die gesamte Welt der Unwissenheit. Leuchtend strahle ich wie Gold.“

Und:

„य एवं वेद । इत्युपनिषत् ॥ ११ ॥
॥ इति दशमोऽनुवाकः ॥“

„ya evaṃ veda ityupaniṣat
iti daśamo'nuvākaḥ“

„Dies ist das Wissen der Upanishade,
die mit der 10. Lektion endet.“

## Kommentare und Übersetzungen
Zur Taittiriya-Upanishad in Sanskrit und in anderen indischen Sprachen sind bisher zahlreiche Kommentare erschienen, darunter die geläufigen Kommentare von Adi Shankara, Sāyaṇa und Ramanuja. Ab 1805 tauchten dann auch erste europäische Übersetzungen auf, und zwar in Englisch, Deutsch und Französisch. Die Übersetzer waren Friedrich Max Müller, Paul Deussen, Ralph T. H. Griffith, John Muir, Horace Haymann Wilson, Louis Renou und andere, bei denen es sich um westeuropäische Akademiker mit Sitz in Europa oder im kolonialen Indien handelte. Bis in die frühen 1900er Jahre war aber dennoch nur relativ wenig über die vedische Literatur bekannt.
Die Taittiriya-Upanishad ist natürlich in zahlreiche indische Sprachen übertragen worden, von Sanskritgelehrten wie beispielsweise Dayananda Saraswati, R. G. Bhandarkar und vor kurzem von Organisationen wie der Chinmaya Mission.
Die erste Schlüsselexegese der Taittiriya-Upanishad geht auf den Taittiriya Upanishad Bhasya von Adi Shankara zurück. Shankara unterscheidet Erkenntnis von Wahrheit. Die beiden unterschiedlichen Begriffe sind zwar nicht deckungsgleich, aber dennoch miteinander verwandt. Erkenntnis kann wahr oder falsch, korrekt oder unkorrekt sein, wobei die Prinzipien Wahrheit oder Wahrhaftigkeit bei der unterscheidenden Trennung hilfreich sind. Wahrheit reinigt die Erkenntnis und hilft dem Menschen, das Wesen empirischer und verborgener Wahrheiten (wie beispielsweise Naturgesetze oder auch das Wesen des Selbsts) zu begreifen. Zusammen genommen – so Shankaras Bhasya – verweisen Erkenntnis und Wahrheit auf die Einheit alles Bestehenden, auf Brahman, das sich in jedem Menschen als Selbst manifestiert.
In seiner Revision der historischen Entwicklung des Dharma-Konzepts und des Ethik-Prinzips indischer Philosophien rechnet Paul Horsch die Taittiriya-Upanishad zu den einflussreichsten antiken Schriften. Zu einer ähnlichen Schlussfolgerung gelangt auch Wiliam G. Kirkwood. Laut C. Panduranga Bhatta liefert die Upanishade eine der frühesten Darstellungen des Erziehungssystems im alten Indien. In seinem Vorwort zur Übersetzung der Taittiriya-Upanishad meint Paul Deussen, dass die Ānandavallī eines der schönsten Beispiele darstellt, inwieweit das antike Indien in die Naturgeheimnisse und in das Innerste Wesen des Menschen eingedrungen war und diese beiden absorbiert hatte.

## Zusammenschau
Einzigartig für die Taittiriya-Upanishad ist, dass sie die subjektive Realität des Wahrheitssuchenden sowohl mittels direkter als auch indirekter Methoden erklärt. Außerdem liefert sie zum ersten Mal eine einleuchtende Beschreibung der fünf Körperhüllen.
Im Śikṣāvallī werden die moralisch-ethischen Eckpunkte des Hinduismus dargelegt, welche jedoch im Vergleich zu den despotischen Geboten des Christentums nicht zwingend sind, sondern vielmehr einen Leitfaden darstellen. Neben phonetischen Ausführungen werden auch Upasanas (Meditationsformen) vermittelt, mit denen der Schüler sein Innenleben reinigen und schärfen kann. Die Ānandavallī kreist um die Brahman-Erkenntnis und die sich daraus einstellende Seligkeit. Die Wahrheit wird direkt erklärt und durch eine wissenschaftliche Charakteranalyse des Menschen auch indirekt nahegelegt. Die Bhṛguvallī beschreibt den Weg der Meditation über Brahman, von der Peripherie zum Brahman im Innersten: Meditation ist Brahman ! Sie drängt auf andauernde Erkundungsbereitschaft und fortdauernde Meditation, um auf dem Weg des Vedanta fortschreiten zu können.
Der Kernpunkt der Taittiriya-Upanishad (und auch vieler anderer Upanischaden) liegt wahrscheinlich in ihrer Aussage, dass das Göttliche sich im Herzen des Menschen verbirgt, dass Gott in uns anwesend ist. Dieses Konzept und die tatsächliche Erfahrung der Einheit von Mensch und Gott bedingt einen sehr Praxis-orientierten und dringend benötigten Wechsel in unserer mehr und mehr globalisierten Weltkultur – welche paradoxerweise Abschottung und Ausgrenzung, ausufernde Kriege, Leiden und Diskriminierung nach sich zieht.
Der Weg zu Frieden – ein weiteres Kernthema – gestaltet sich direkt über die Erkenntnis, dass nicht nur alles miteinander vernetzt ist, sondern dass wir alle in Wirklichkeit eine große Einheit bilden. Somit führt diese esoterische und mystische Doktrin uns direkt zurück zu unserer Verantwortung füreinander, für die gesamte Menschheit und für unseren Heimatplaneten.
Im Vergleich zur reduktionistischen Vorgehensweise der westlichen Wissenschaft in puncto materieller Wirklichkeit nimmt die Taittiriya einen komplementären, entgegengesetzten, holistischen Standpunkt ein. Die westliche Wissenschaft hat den Weg von objektverhafteter Vergegenständlichung und Abtrennung eingeschlagen, wobei alles in immer kleinere Einheiten auseinandergenommen wird (Atomisierung). Die Upanishade lehrt jedoch, dass sämtliche Manifestationen trotz ihrer Vielfalt im Grunde genommen nur Teil einer einzigen, nicht-dualen Realität darstellen.
Das westliche akademische Erziehungssystem führt tendenziell zur Entfremdung von uns selbst. Um dem entgegenzuwirken, muss die moralische Komponente wieder stärker hervorgeholt werden. Sämtliches erworbenes Wissen muss auf wahrer Menschlichkeit beruhen. Wahre Menschlichkeit bedeutet aber, sich der Einheit aller Menschen bewusst zu sein – gekoppelt mit der Erkenntnis, dass andere von uns nicht verschieden sind. Sein Leben nach dieser Einheitserfahrung auszurichten, macht einen erst menschlich und erlaubt Frieden in die Herzen einzuziehen.
Wissenschaft und Technik haben zweifellos riesige Fortschritte erzielt, dennoch wurden durch sie gleichzeitig ein enormes Zerstörungspotential freigesetzt, welches mittlerweile nicht nur die Menschheit selbst, sondern auch das gesamte Leben auf der Erde bedroht (siehe Kernwaffen). Die jetzige Krise ist tief philosophischer Natur und beruht auf der Divergenz zwischen rein empirischem Wissen (Jnana – jñāna – ज्ञान) und gelebter Weisheit (Vijnana – vijñāna – विज्ञान). Die Frage stellt sich, auf welchem Weg die Menschheit weiter fortschreiten will, um zu überleben ? Weiterhin an der empirischen Oberfläche zu surfen, oder den Weg nach innen zu beschreiten, um an den Kern unseres wahren und göttlichen Wesens zu gelangen ?
Die Taittiriya-Upanishad bringt klar zum Ausdruck, was unsere heutigen Fehleinschätzungen dem Leben gegenüber ausmacht. Sie verdeutlicht vor allem die falschen Interpretationen unserer Lebensgrundlagen. Daher sendet sie eine gesunde Botschaft an eine kriegsgeschundene und von Seuchen heimgesuchte Welt.